# Berlijn
Berlijn (Duits: Berlin) is de hoofdstad van Duitsland en als stadstaat een deelstaat van dat land. Met 3.866.385 inwoners (30 juni 2023) is Berlijn tevens de grootste stad van het land. Daarnaast is Berlijn – gerekend naar inwonertal binnen de stadsgrenzen – de grootste stad van de Europese Unie. De stad ligt in het noordoosten van Duitsland aan de rivier de Spree. 22% van Berlijn bestaat uit natuur en parken en 6% uit meren, rivieren en kanalen. Ze wordt omsloten door de deelstaat Brandenburg.
Op 31 december 2018 had 17,46% van de inwoners een niet-Duits staatsburgerschap (675.210 niet-Duitsers) en hadden 8.195 inwoners het Nederlandse staatsburgerschap.
In zijn geschiedenis, die teruggaat tot de dertiende eeuw, was Berlijn de hoofdstad van Pruisen (1701–1918), het Duitse Keizerrijk (1871–1918), de Weimarrepubliek (1919–1933) en nazi-Duitsland (1933–1945). Na de Tweede Wereldoorlog was Berlijn gedurende meer dan veertig jaar een verdeelde stad, waarbij het oostelijke deel als hoofdstad fungeerde van de DDR en het westelijke deel een de facto exclave van West-Duitsland was. Na de Duitse hereniging in 1990 werd Berlijn de hoofdstad van de Bondsrepubliek Duitsland en de zetel van het parlement, de deelstaatvertegenwoordiging en het staatshoofd.
De economie is voornamelijk gebaseerd op de high-tech industrie en de dienstensector, die een diverse waaier van creatieve industrie, onderzoeksfaciliteiten en media bedrijven. Berlijn dient ook als continentale hub voor lucht-en spoorvervoer en is een toeristische bestemming. Belangrijke industrieën omvatten electronic commerce, IT, biomedische techniek, geneesmiddelen, biotechnologie, elektronica, verkeerstechniek, en hernieuwbare energie.
Berlijn is een metropool en geldt in Europa als een van de grootste culturele, politieke en wetenschappelijke centra. De stad is bekend vanwege het hoogontwikkelde culturele leven (festivals, nachtleven, sportevenementen, musea, kunsttentoonstellingen enz.) en de liberale levensstijl en moderne Zeitgeist.

## Geschiedenis

### Stichting en ontwikkeling in de middeleeuwen
Oorspronkelijk bestond Berlijn uit twee steden: Berlijn en Cölln. De naam Berlijn is mogelijk afgeleid van het Slavische woord 'berl', dat moeras betekent. Cölln is afgeleid van Colonia. Hiermee kan een kolonie van Berlijn bedoeld zijn, maar het zou een herinnering van de eerste bewoners aan hun stad van herkomst kunnen zijn, namelijk Keulen.
Rond 1230 hebben de graven Johan I en Otto III de stad Berlijn-Cölln gesticht. De aktes van de stichting zijn niet bewaard gebleven. De eerste keer dat ze genoemd worden is 1251 voor Berlijn en 1261 voor Cölln. In 1307 besloten de twee gemeenschappen samen te gaan. 
Al vóór de stadsstichting moet er bewoning zijn geweest. Op de Petriplatz in het district Mitte werden in 2008 resten van een houten balk gevonden, afkomstig van een eik die in 1192 moet zijn gekapt.

Stadsaanzicht van Berlijn in 1688

Beide stadsdelen sloten in 1307 een verdrag tot betere en verdergaande samenwerking, maar beide delen behielden een aparte bestuursraad. De nauwe samenwerking was bittere noodzaak in de roerige tijden die volgden. De stad werd als eenheid gezien en vormde een stevig bolwerk in de tijd dat nieuwe heersers uit onder andere Beieren hun oog op Berlijn-Cölln hadden laten vallen. Dorpen in het noorden en zuiden van de stad werden opgekocht en bij de stad gevoegd en Berlijn-Cölln werd Hanzestad.
Vanaf 1319 werd er lang en bloedig gestreden om het gebied Brandenburg door diverse vorstenhuizen. In 1400 hadden de plaatsen in totaal ongeveer 8000 inwoners en in 1411 smeekte de bevolking de keizer van het Heilige Roomse Rijk om hulp. In 1415 werd Frederik van Hohenzollern op het Concilie van Konstanz door koning Sigismund benoemd tot keurvorst van Brandenburg; dit vormde het begin van de 500-jarige heerschappij door de Hohenzollern-dynastie.

### Vroegmoderne tijd
De beroemdste straat in Berlijn werd reeds in 1647 ontworpen. Om een betere verbinding met de Tiergarten te bewerkstelligen werd vanaf de Hundebrücke een laan aangelegd met zes rijen linde- en notenbomen, Unter den Linden. Bij de aanleg van de vestingwerken in 1673 werd de laan naar zijn huidige vorm verlegd.
Door de kroning van keurvorst Frederik III tot koning Frederik I van Pruisen in 1701 kreeg Berlijn de status van hoofdstad van Pruisen, een rol die het overnam van de stad Königsberg.

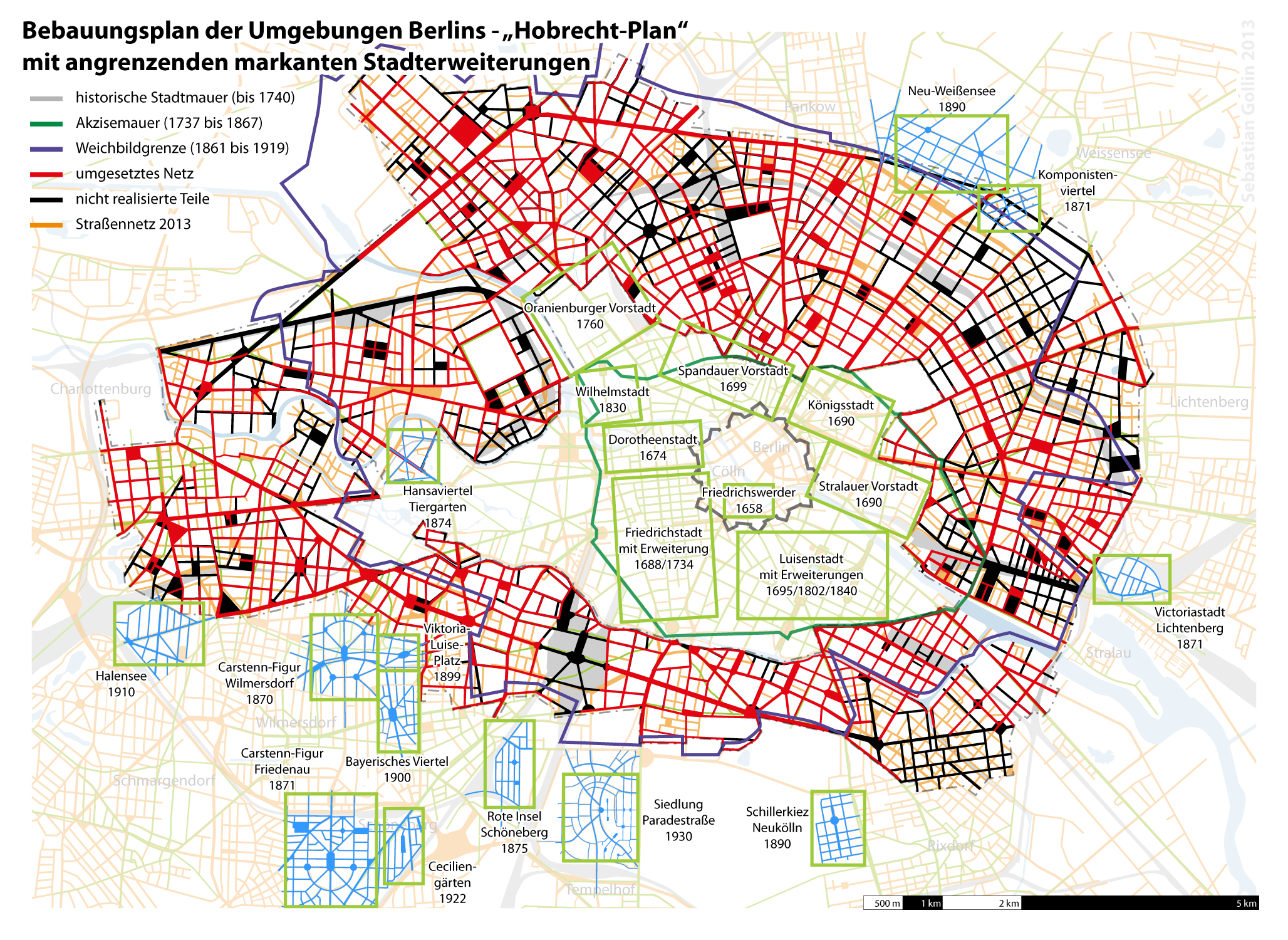
Kaart van het Hobrecht-bebouwingsplan (1862)

Aan het einde van de negentiende eeuw zorgde de snelle economische groei (dankzij Duitslands industrialisatie) voor een toename van de stedelijke bevolking. Tussen 1819 en 1840 groeide het inwonertal van 201.000 naar 328.000. De enkele onbebouwde stukken binnen de oude stadsmuren werden in hoog tempo volgebouwd. De aanwezige weides in het noordoosten en zuidwesten werden eveneens voor bebouwing aangewend. Het plan voor de wijk Köpenicker Feld ontstond reeds in 1825, maar werd vanwege beperkte middelen ten behoeve van schadeloosstelling van de landbouwers pas in 1840 verwezenlijkt. De oude wegenstructuur bleef behouden en nieuwe straten werden dusdanig aangelegd dat vierkante stukken bouwgrond ontstonden, diagonaal doorsneden door de oude straten. Dit geschiedde in het kader van het in 1862 goedgekeurde, en vijftig jaar lang maatgevende Hobrecht-Plan, genoemd naar de stadsarchitect James Hobrecht. De toenmalige Pruisische koning was hier, na van de Parijse stadsplanning door Georges-Eugène Haussmann kennis te hebben genomen, een sterk voorstander van. Er moest ruim buiten het oude stadscentrum gebouwd worden en buiten bereik van de lucht vervuilende ambachtelijke en industriebedrijven. Het Hobrecht-Plan voorzag ook in de aanleg van riolering, die echter pas, na een cholera-epidemie, in 1893 gerealiseerd werd. Het rioolwater werd ter zuivering naar 12 zgn. Rieselfelder (vloeivelden) buiten de stad geleid. Het Hobrecht-Plan had een groot nadeel: het bevatte wel (door een speciale bouw-politie gehandhaafde) regels voor onder andere de goothoogte en de oppervlakte van binnenplaatsen van woonblokken, maar geen regels voor de dichtheid van de te realiseren bebouwing. De stad groeide in de late 19e eeuw explosief verder: van 774.452 inwoners in 1872 naar 1.902.509 in 1919. Het Hobrecht-plan liet voor huisjesmelkers de mogelijkheid open, blokken met arbeiderswoningen van lage bouwkundige kwaliteit (huurkazernes) te realiseren.
Op 18 januari 1871 stichtte Otto von Bismarck het Duitse Rijk met Berlijn als rijkshoofdstad.

### Weimarrepubliek en Tweede Wereldoorlog

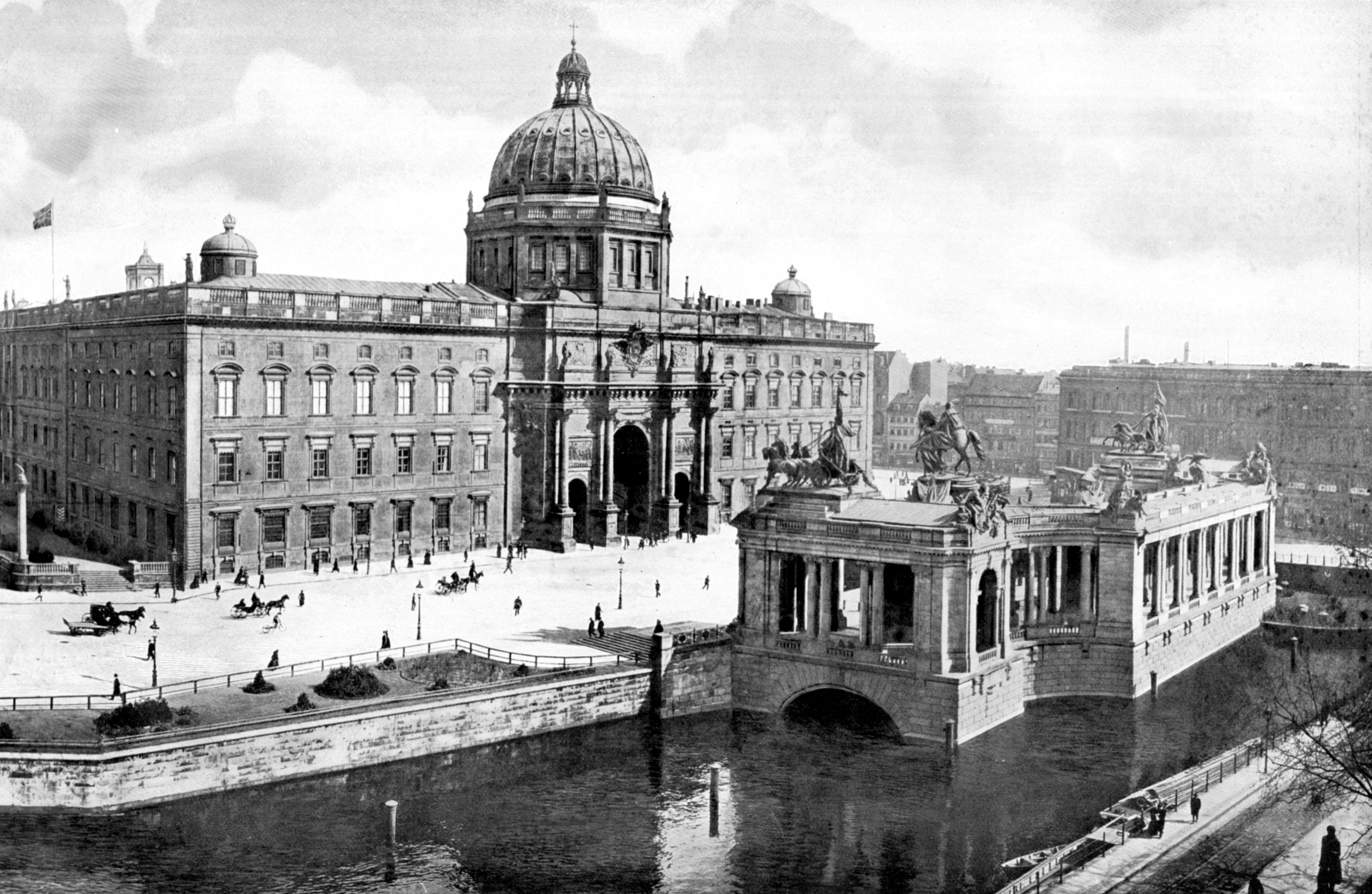
Het Berliner Stadtschloss en het Kaiser-Wilhelm-Nationaldenkmal rond 1900

Na het einde van de Eerste Wereldoorlog werd in 1918 in Berlijn de republiek uitgeroepen. In 1920 werden meerdere steden en gebieden rond Berlijn geannexeerd conform de Groß-Berlin-Gesetz. Het nieuwe Groot-Berlijn telde toen bijna 4 miljoen inwoners. De stad was in deze periode een bruisende metropool, met een gevarieerd uitgaansleven waar plaats was voor uitbundig theater en experimentele cinematografie. Zo maakte Fritz Lang in 1927 in de filmstudio's van Babelsberg in Potsdam de duurste film van zijn tijd, Metropolis.
Na de machtsgreep van de nationaalsocialisten in 1933 werd Berlijn de hoofdstad van het Derde Rijk. De nazi's gebruikten in 1936 de Olympische Zomerspelen in Berlijn voor propagandadoeleinden. Er waren ook plannen om Berlijn tot de Welthauptstadt van het Germaanse Rijk om te bouwen. Dit ging niet door als gevolg van het uitbreken van de Tweede Wereldoorlog. In april 1945 vielen de troepen van de Sovjet-Unie Berlijn binnen. Straat voor straat moest de stad veroverd worden. Tienduizenden soldaten en burgers kwamen hierbij om het leven. Adolf Hitler pleegde op 30 april 1945 zelfmoord in een bunker onder Berlijn. Een paar dagen daarop capituleerde Duitsland.
De verwoestingen in de Slag om Berlijn aan het eind van de Tweede Wereldoorlog waren enorm. Zelfs na de capitulatie van Berlijn werden door de Sovjetsoldaten nog huizen in brand gestoken.
Door deze schade en de sloop van de stadsmuren en grachten in de 19e en 20e eeuw was de grandeur van de stad Berlijn verdwenen.

### Opdeling
Berlijn werd na afloop van de Tweede Wereldoorlog bezet door de geallieerde troepen van Frankrijk, het Verenigd Koninkrijk, de Verenigde Staten en de Sovjet-Unie. Tijdens de Conferentie van Potsdam in 1945 werd Berlijn, net als de rest van Duitsland, in vier sectoren verdeeld: een Sovjet-, een Amerikaanse, een Britse en een Franse sector. Berlijn werd het brandpunt van de Koude Oorlog, aangezien de stad midden in de Sovjet-bezettingszone in Duitsland lag. Al snel gingen de drie kapitalistische sectoren (de Franse, Britse en Amerikaanse sector) meer samenwerken; de Sovjet-Unie zette een afwijkende politieke lijn uit.
Op 24 juni 1948 blokkeerden de Sovjetautoriteiten de westelijke sectoren in de hoop de hele stad te annexeren. Het was voor mensen uit de drie westelijke sectoren verboden door de sector van de Sovjet-Unie te reizen. Omdat de sectoren van het Verenigd Koninkrijk, Frankrijk en de Verenigde Staten als een eiland in de Sovjetsector lagen, was het niet mogelijk deze gebieden over land van goederen te voorzien. De westelijke geallieerden reageerden daarop door een luchtbrug in te stellen: alle goederen die de stad nodig had werden met vliegtuigen aangevoerd. Op 12 mei 1949 werd de blokkade opgeheven.

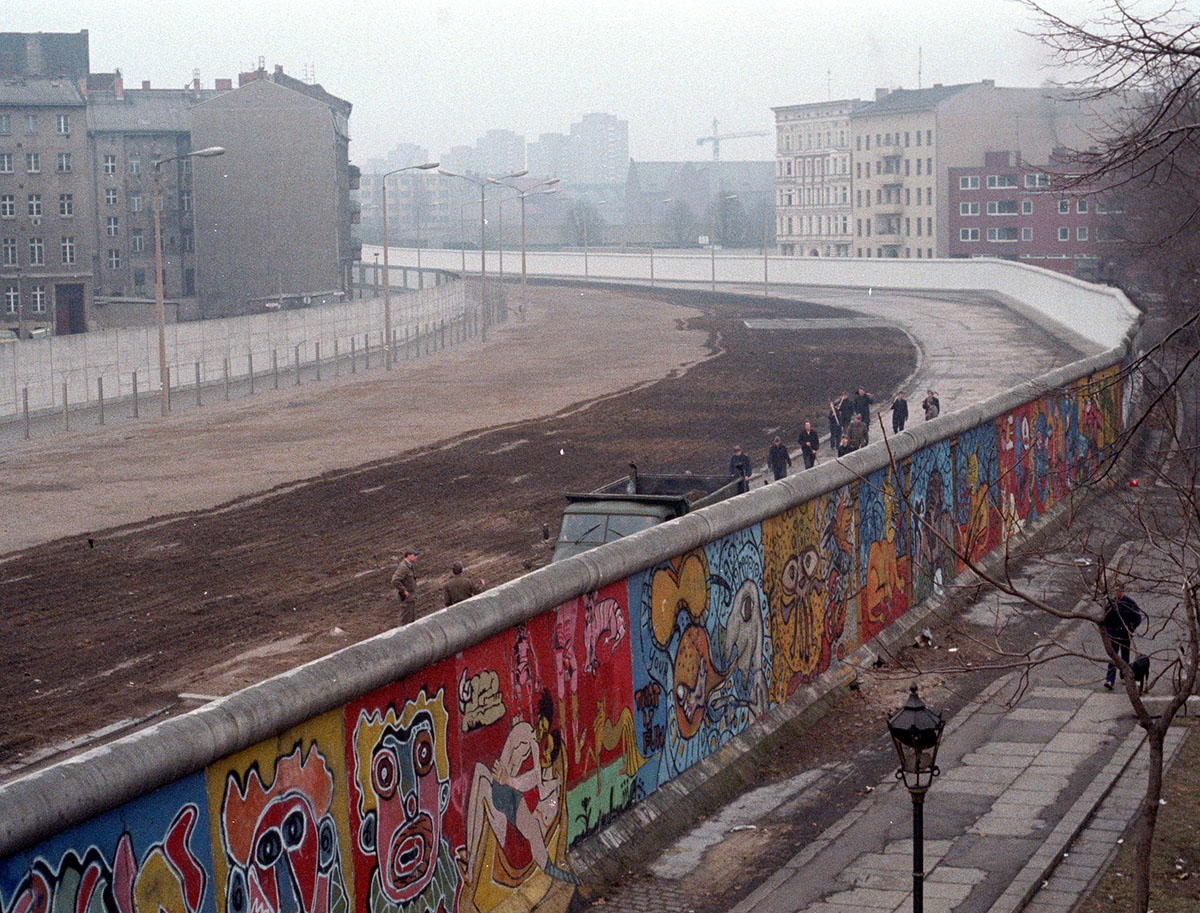
Berlijnse Muur, 1961-1989

In 1949 werd tevens de Bondsrepubliek Duitsland (hoofdstad Bonn) opgericht, bestaande uit de Franse, Engelse en Amerikaanse sector. De Sovjet-sector werd omgevormd tot de Duitse Democratische Republiek (DDR). De DDR kreeg een communistische regering en Oost-Berlijn werd, tegen de gemaakte afspraken in, hoofdstad van de DDR. Het bestuur van Berlijn was al in 1948 gesplitst toen de verkiezingen voor de magistraat van Berlijn in Oost-Berlijn verhinderd werden. Oost-Berlijn stelde een eigen, niet door verkiezingen gelegitimeerde magistraat in. Na de stichting van de Bondsrepubliek nam West-Berlijn vrijwillig alle wetten over van de Bondsrepubliek, en werd beschouwd als een deelstaat daarvan. West-Berlijn was in deze tijd niet de hoofdstad van de Bondsrepubliek. West-Berlijnse afgevaardigden in de Bondsdag hadden er geen stemrecht en ook was er geen dienstplicht voor de Bundeswehr. Dat laatste maakte het aantrekkelijk voor jonge mensen om in West-Berlijn te wonen. Tot 1962 had ook Oost-Berlijn een aparte status binnen de DDR. Vanaf dat jaar gold de dienstplicht van de DDR ook voor inwoners van Oost-Berlijn.
Steeds meer DDR-burgers vluchtten naar West-Berlijn. Om deze vluchtelingenstroom tegen te houden besloot de DDR in 1961 West-Berlijn te isoleren. In de nacht van 13 augustus 1961 werd een grens opgetrokken rondom West-Berlijn. Al snel werden deze prikkeldraadversperringen vervangen door een muur. Wie probeerde vanuit Oost-Berlijn naar West-Berlijn te vluchten, kon worden doodgeschoten. Er waren slechts een paar doorgangen, die het voor westerse toeristen mogelijk maakten Oost-Berlijn voor een dag te bezoeken. Hiervan is Checkpoint Charlie een bekend voorbeeld. Op 26 juni 1963 bracht de Amerikaanse president John F. Kennedy een bezoek aan West-Berlijn, mede om de bewoners daar een hart onder de riem te steken. Hij hield er zijn wereldberoemd geworden toespraak “Ich bin ein Berliner”.
In 1971 werd dankzij het Viermogendhedenakkoord een weg- en spoorverbinding tussen West-Berlijn en West-Duitsland opengesteld.

### Hereniging

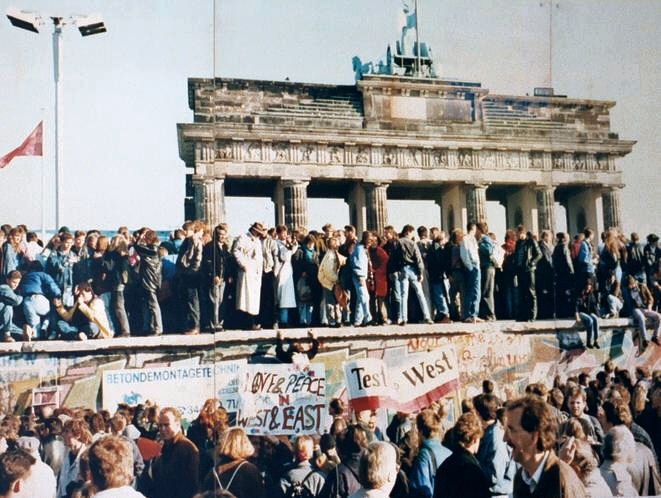
De val van de Berlijnse Muur 1989

Aan de deling kwam een einde toen in 1989 de ontevredenheid in de DDR zo groot werd, dat het regime er geen grip meer op had. Op 9 november 1989 werd de muur door demonstranten langzaam afgebroken. Hiermee werd de grens tussen Oost- en West-Berlijn na jaren van scheiding geopend. Op 3 oktober 1990 werd Duitsland officieel herenigd. Hierbij traden de Oost-Duitse deelstaten, die in 1952 waren afgeschaft en in 1990 heropgericht werden, tot de Bondsrepubliek toe als 'nieuwe deelstaten', werden West-Berlijn en Oost-Berlijn samengevoegd tot één deelstaat en werd Berlijn ook weer de hoofdstad van Duitsland. In 1991 werd de beslissing genomen de regering naar Berlijn te verhuizen, hetgeen in 1999 daadwerkelijk gebeurde. Berlijn heeft sindsdien dus de titel Bondshoofdstad van Duitsland.
Oost-Berlijn had zich na de oorlog anders ontwikkeld dan West-Berlijn. Pas na de val van de Muur werden de door de oorlog beschadigde woonwijken in Oost-Berlijn opgeknapt. Veel gebouwen zaten vol met kogelgaten uit de Slag om Berlijn. De stad zocht naar de sfeer van de jaren twintig, voor de Tweede Wereldoorlog. Berlijn is gegroeid tot een stad met 3,7 miljoen inwoners van allerlei komaf (2021).

## Geografie

### Topografie

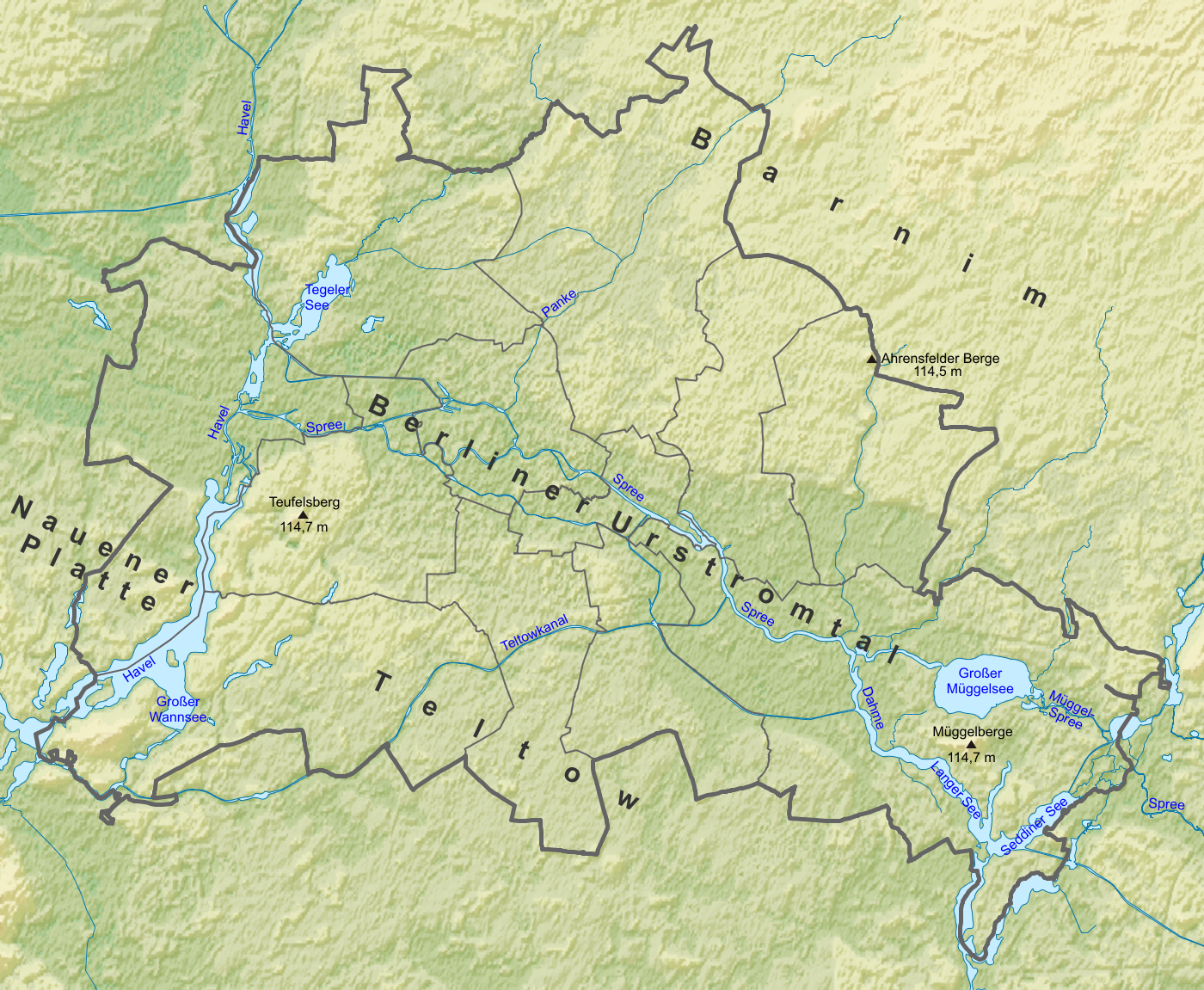
Reliëfkaart van Berlijn

Berlijn ligt in het oosten van Duitsland, ongeveer 70 kilometer van de grens met Polen en wordt omringd door de deelstaat Brandenburg. De stad ligt aan de oevers van de rivier de Spree, die ter hoogte van het meest westelijk gelegen district Spandau uitmondt in de Havel. De Havel stroomt van noord naar zuid door West-Berlijn en bestaat voor een groot deel uit een keten van aaneengesloten meren, waaronder de Tegeler See en de Großer Wannsee. Het grootste meer van Berlijn ligt echter aan de oostkant van de stad: de Großer Müggelsee met een oppervlakte van 7,4 km².
Met een oppervlakte van 891,82 km², waarvan 19 procent bos en 6,7 procent water, is Berlijn een van de groenste en uitgestrektste steden ter wereld. De stad wordt omringd door tientallen voorsteden met een landelijk karakter.

### Klimaat
Berlijn heeft een continentaal klimaat, met warme zomers en droge, koude winters. De gemiddelde jaarlijkse temperatuur is 9,1 °C.

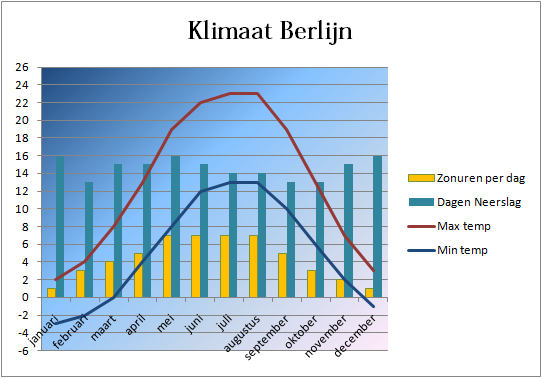
Klimaat

|                                         | jan  | feb  | mrt  | apr  | mei  | jun  | jul  | aug  | sep  | okt  | nov  | dec  |
| --------------------------------------- | ---- | ---- | ---- | ---- | ---- | ---- | ---- | ---- | ---- | ---- | ---- | ---- |
| Gemiddelde maximale dagtemperatuur (°C) | 2,9  | 4,2  | 8,5  | 13,2 | 18,9 | 21,6 | 23,7 | 23,6 | 18,8 | 13,4 | 7,1  | 4,4  |
| Gemiddelde minimale dagtemperatuur (°C) | −1,9 | −1,5 | −1,3 | 4,2  | 9,0  | 12,3 | 14,3 | 14,1 | 10,6 | 6,4  | 2,2  | −0,4 |
| Gemiddelde neerslag in (mm)             | 42,3 | 33,3 | 40,5 | 37,1 | 53,8 | 68,7 | 55,5 | 58,2 | 45,1 | 37,3 | 43,6 | 55,3 |
| Gemiddelde regendagen                   | 10,0 | 8,0  | 9,1  | 7,8  | 8,9  | 9,8  | 8,4  | 7,9  | 7,8  | 7,6  | 9,6  | 11,4 |

### Stadsindeling
Berlijn is ingedeeld in twaalf bezirken, die zelf weer ingedeeld zijn in totaal 96 ortsteilen. De ortsteilen stellen weliswaar geen bestuurlijke eenheid voor, ze vormen echter de basis voor ambtelijke afbakening en hebben daarom administratieve grenzen. Een derde laag vormen ortslagen genoemde, niet precies afgebakende en slechts in omgangstaal bekende geografische gebieden. Ortsteilen en ortslagen spelen in het dagelijkse spraakgebruik een grotere rol, daar ze in tegenstelling tot de bezirken, die slechts technische bestuurlijke eenheden voorstellen, historisch gegroeide indelingen zijn.
Met de Groß-Berlin-Gesetz werden in 1920 meerdere steden, plattelandsgemeenten en gutsbezirken samengevoegd. Het nieuwe Groß-Berlin omvatte oorspronkelijk 20 bezirken met toen 94 ortsteilen, die met onveranderde grensverlopen van de voormalige gemeenten correspondeerden. Van deze 20 bezirken lagen na de deling van de stad 12 in West- en 8 in Oost-Berlijn. Als gevolg van stadsuitbreidingen door nieuwbouw aan de oostelijke stadsrand werd – zonder annexatie – door oprichting van nieuwe bezirken uit enkele bestaande, het aantal in het oostdeel tussen 1979 en 1986 tot 11 verhoogd, terwijl in het westdeel met uitzondering van de gebiedsruil van West-Staaken tegen het DDR-gedeelte van Groß Glienicke het aantal onveranderd bleef. Het herenigde Berlijn telde in 1990 daarmee 23 bezirken. In de Gebietsreformgesetz van 10 juni 1998 werd besloten het aantal met ingang van 1 januari 2001 door Bezirkfusies tot 12 te reduceren. Het aantal en afgrenzing van de ortsteilen werd gedurende het laatste decennium meermaals gewijzigd.
| Bezirk                     | Inwoners 31 juli 2018 | Oppervlakte in km² | Stadsindeling van Berlijn |
| Charlottenburg-Wilmersdorf | 338.923               | 64,72              | Stadsindeling van Berlijn |
| Friedrichshain-Kreuzberg   | 285.963               | 20,16              | Stadsindeling van Berlijn |
| Lichtenberg                | 288.320               | 52,29              | Stadsindeling van Berlijn |
| Marzahn-Hellersdorf        | 267.452               | 61,74              | Stadsindeling van Berlijn |
| Mitte                      | 379.610               | 39,47              | Stadsindeling van Berlijn |
| Neukölln                   | 329.767               | 44,93              | Stadsindeling van Berlijn |
| Pankow                     | 404.534               | 103,01             | Stadsindeling van Berlijn |
| Reinickendorf              | 263.920               | 89,46              | Stadsindeling van Berlijn |
| Spandau                    | 241.905               | 91,91              | Stadsindeling van Berlijn |
| Steglitz-Zehlendorf        | 307.088               | 102,50             | Stadsindeling van Berlijn |
| Tempelhof-Schöneberg       | 349.265               | 53,09              | Stadsindeling van Berlijn |
| Treptow-Köpenick           | 267.167               | 168,42             | Stadsindeling van Berlijn |

Als gebiedsdelen van de deelstaat Berlijn dragen de bezirken hun namen zonder het voorvoegsel „Berlin“. Dit spraakgebruik is ook op de naar de bezirken genoemde overheidsinstellingen, zoals rechtbanken en belastingkantoren van toepassing, zodat benamingen als Amtsgericht Tiergarten of Finanzamt Kreuzberg bondsbreed gebruikt worden, zonder dat er in de naam duidelijk wordt gemaakt dat de instelling behoort tot de stad Berlijn.

## Stadsbeeld

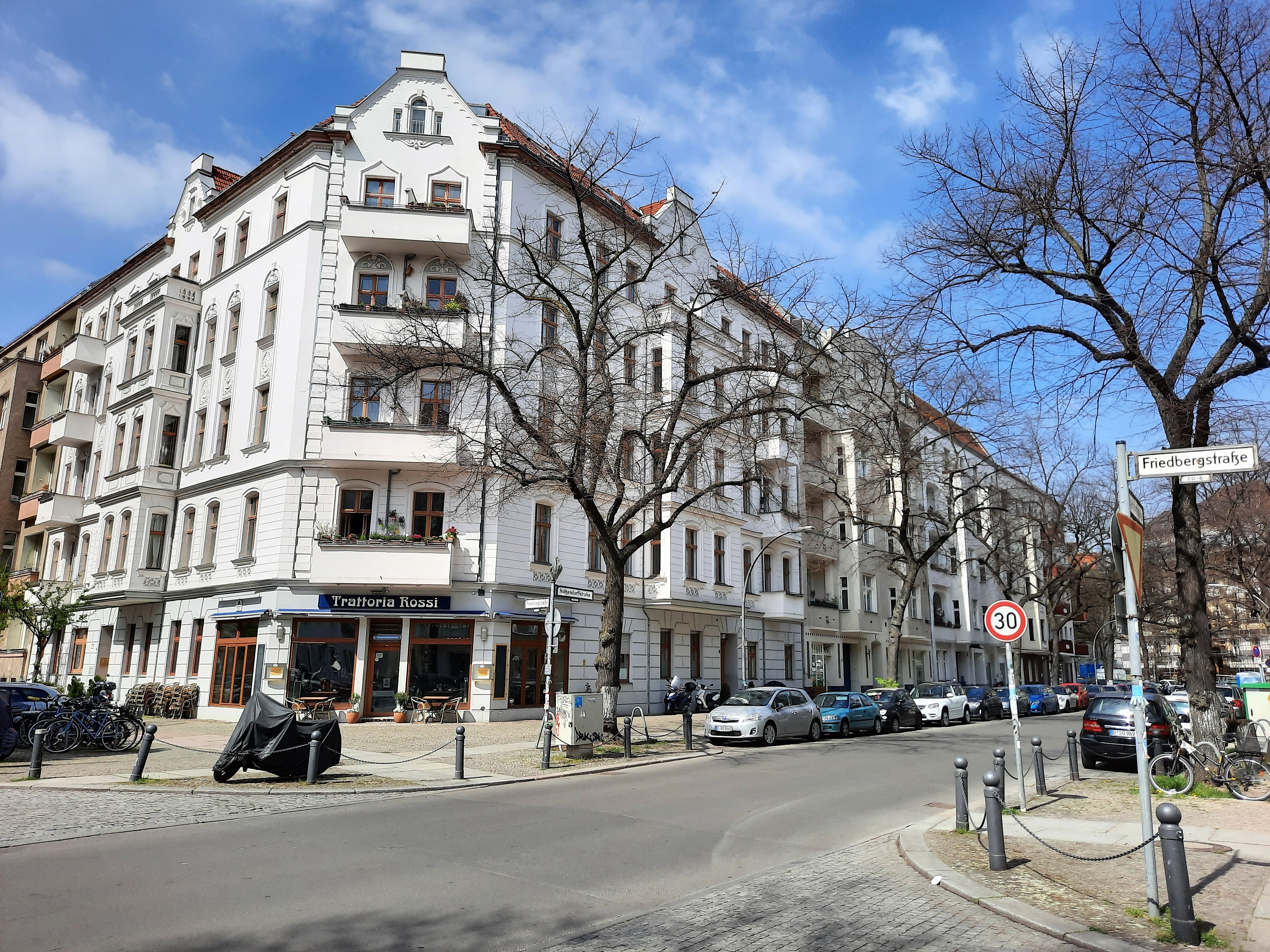
Charlottenburg
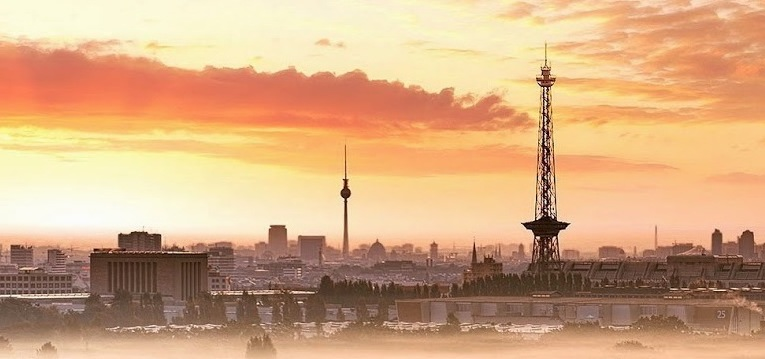
Berlijn (2014)
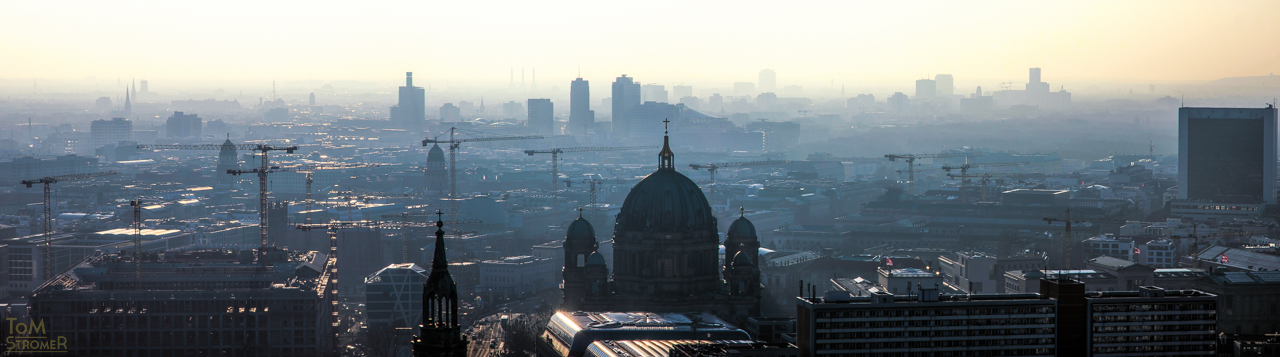
Berlijn (2015)

### Architectuur
- Altes Stadthaus
- Berlijnse Muur

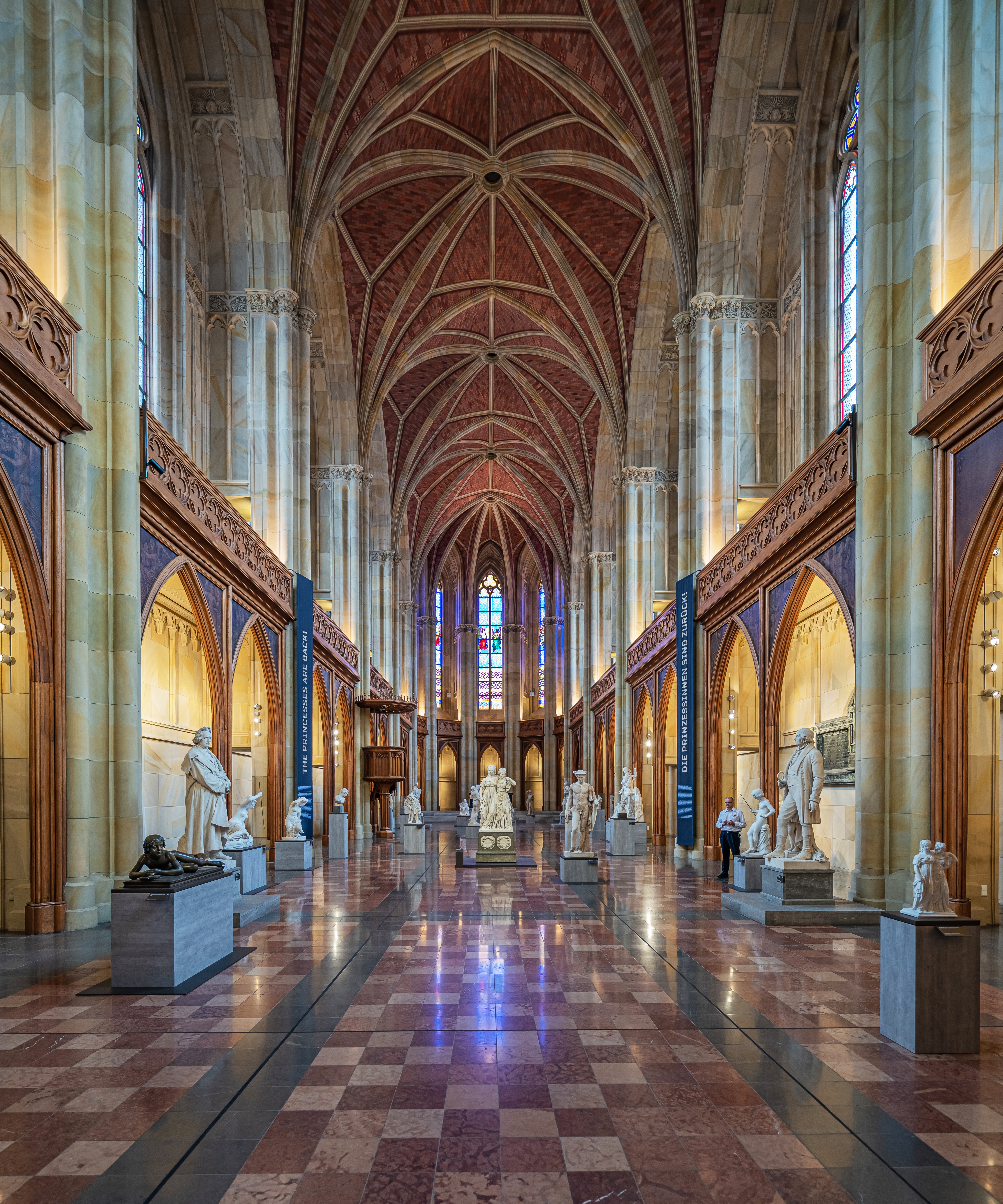
Friedrichswerdersche Kirche

- Berliner Stadtschloss ook wel bekend onder de naam Humboldt Forum en ligt op het Spree-eiland
- Brandenburger Tor aan de Pariser Platz, gebouwd in 1788
- Checkpoint Charlie in de Friedrichstraße, sinds 1961
- East Side Gallery
- Fernsehturm, de 368 meter hoge televisietoren nabij de Alexanderplatz
- Friedrichswerdersche Kirche
- Funkturm
- Haus der Kulturen der Welt
- Holocaustmonument
- Legoland Discovery Center Berlijn
- Monument ter herinnering aan de boekverbranding op de Bebelplatz
- Monument voor de onder het nationaalsocialisme vervolgde homoseksuelen in de Großer Tiergarten
- Nieuwe Synagoge in de Oranienburger Straße
- Rathaus Schöneberg
- Rotes Rathaus
- Siegessäule
- Slot Bellevue
- Slot Charlottenburg
- Sowjetische Ehrenmal im Tiergarten in de Großer Tiergarten
- Sowjetisches Ehrenmal im Treptower Park in Treptower Park

### Tuinen en parken
- Zoologischer Garten
- Tierpark Friedrichsfelde
- Botanische tuin
- Tempelhof, voormalige luchthaven

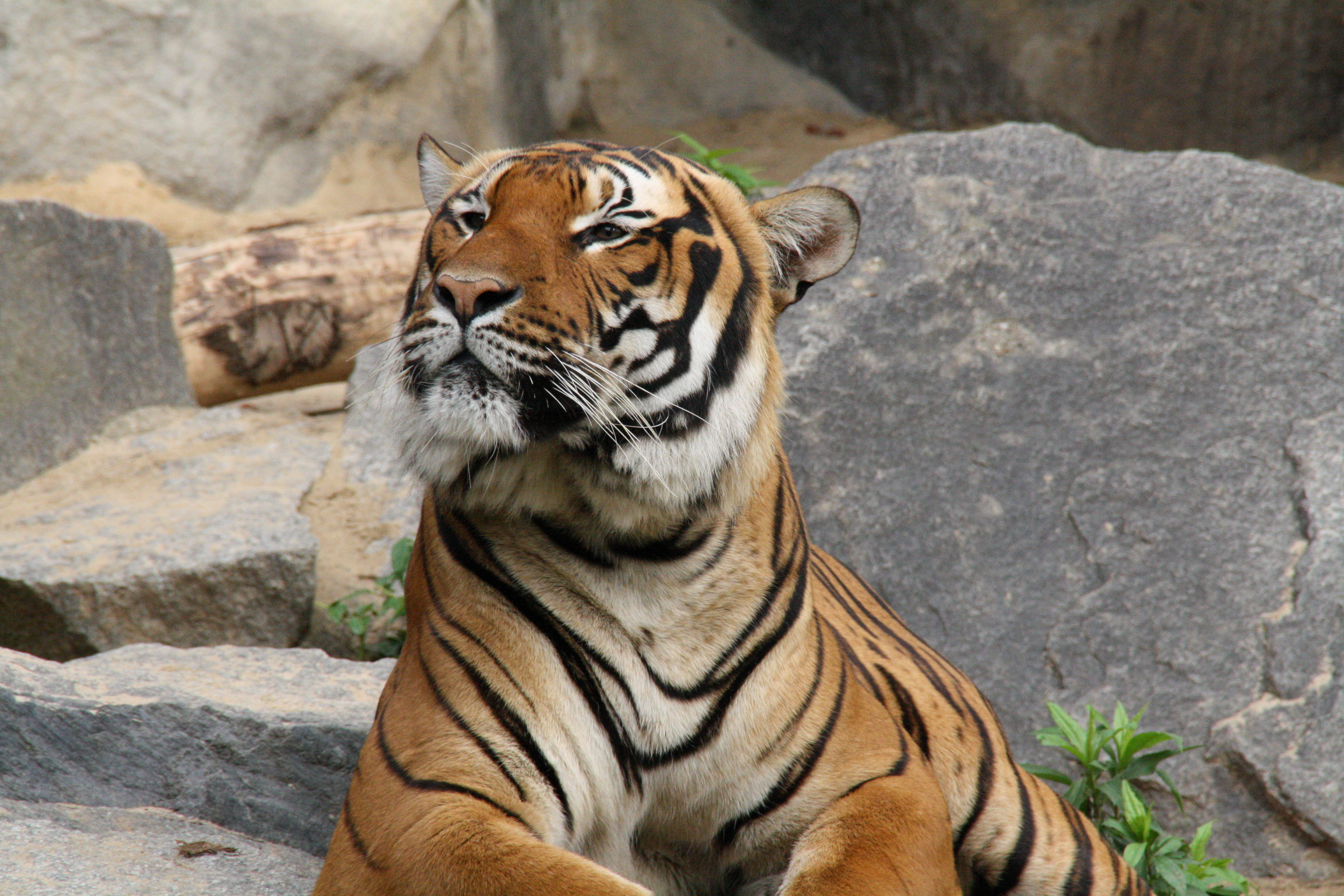
Tierpark Friedrichsfelde

- Großer Tiergarten, het grootste park van de stad
- Gärten der Welt
- Treptower Park
- Volkspark Friedrichshain
- Volkspark Hasenheide
- Weinbergspark

### Straten en pleinen

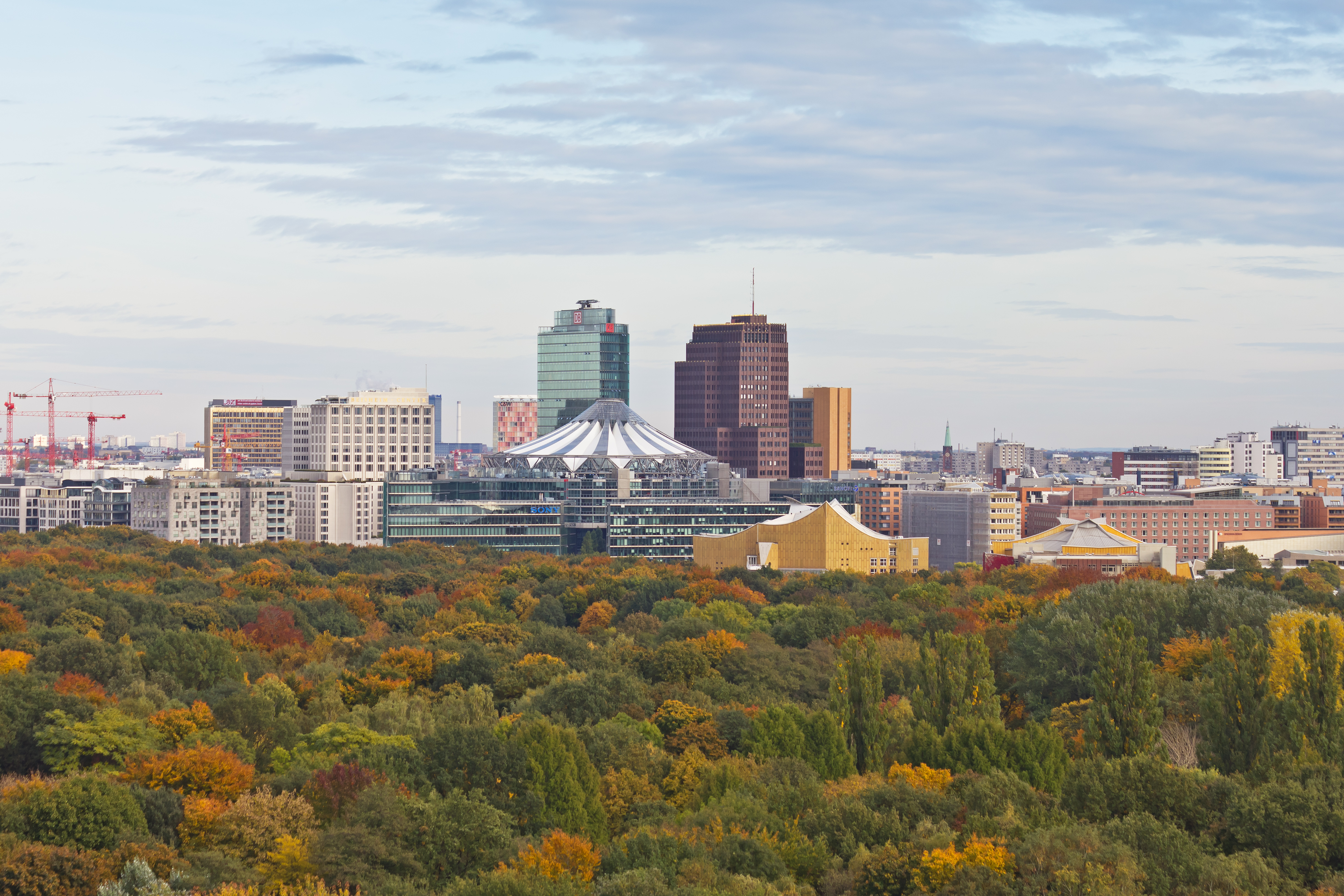
Potsdamer Platz

Bekende straten en pleinen in Berlijn zijn:
- Alexanderplatz
- Friedrichstraße
- Gendarmenmarkt
- Karl-Marx-Allee
- Kurfürstendamm
- Nikolaiviertel
- Platz der Republik
- Potsdamer Platz
- Straße des 17. Juni, voorheen Charlottenburger Allee
- Schönhauser Allee
- Unter den Linden

## Bevolking

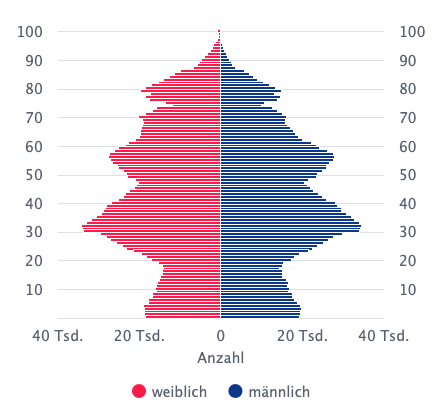
Bevolkingspiramide (2020)

Er woonden op 1 juli 2019 3.754.418 mensen in Berlijn. De gehele metropoolregio Berlijn-Brandenburg heeft 6,3 miljoen inwoners. De stad telt 4.210 inwoners per km².
|                 | Inwoner   | Aandeel in % |
| --------------- | --------- | ------------ |
| Totaal          | 3.754.418 | 100,0        |
| waarvan mannen  | 1.858.389 | 49,5         |
| waarvan vrouwen | 1.896.029 | 50,5         |
| Duitser         | 2.995.868 | 79,8         |
| waarvan mannen  | 1.460.586 | 48,8         |
| waarvan vrouwen | 1.535.282 | 51,2         |
| Buitenlander    | 758.550   | 20,2         |
| waarvan mannen  | 397.803   | 52,4         |
| waarvan vrouwen | 360.747   | 47,6         |

Bron: Amt für Statistik Berlin-Brandenburg

### Bevolkingsevolutie

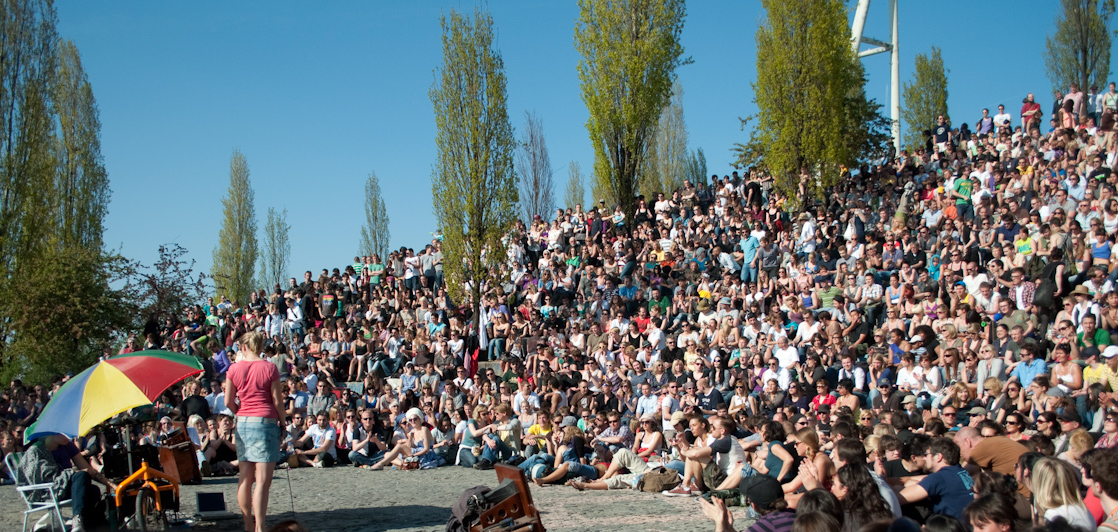
Berlijners

De bevolking van Berlijn was lange tijd van bescheiden in omvang. In 1220 leefden er zo'n 1.200 mensen in Berlijn, in Cölln, aan de overzijde van de Spree, ongeveer evenveel. De bevolking steeg gestaag tot 12.000 in 1600. Na een kleine neergang door de Dertigjarige Oorlog, kende Berlijn in de tweede helft van de zeventiende eeuw onder de Grote Keurvorst Frederik Willem, een snelle groei: had de stad in 1648 nog circa 6.000 inwoners, in 1709 waren het er ongeveer 57.000. De actieve immigratiepolitiek van de keurvorsten wierp vruchten af. De immigratiepolitiek had als doel om de bevolking van de stad op te krikken en de economie van het achtergestelde land aan te zwengelen. Initieel waren het vooral Hollanders en Friezen die naar Berlijn migreerden. De vervolgingen in Frankrijk enerzijds en de godsdienstvrijheid in Berlijn anderzijds trok tal van migranten aan, in het bijzonder de protestante hugenoten uit Frankrijk. Deze groep bracht hun industriële kennis en vaardigheden met zich mee. In 1698 bestond de Berlijnse bevolking voor een kwart uit Franse immigranten.
Ook daarna bleef Berlijn snel groeien. Het bevolkingscijfer overschreed in 1740 de honderdduizend en in 1875 de miljoen. De snelle groei in de negentiende eeuw kent verschillende oorzaken. Enerzijds is dit het gevolg van de industrialisering en daarmee hand in hand de plattelandsvlucht. Deze plattelandsvlucht kwam vooral vanuit het oosten, het platteland van Pruisen. Hierdoor werden in het oosten en noorden van Berlijn enorme woonkazernes gebouwd voor de arbeiders. Dit zorgde voor een verdere uitbreiding van de stad richting Moabit, Wedding en Gesundbrunnen. Nabij de nieuwe woonwijken kwamen hele industriële sites. Anderzijds werd in 1871 Berlijn de hoofdstad van het nieuwe Duitse Rijk, wat een enorm aanzuigeffect met zich meebracht.

Bevolkingsontwikkeling in Berlijn in de periode 1200-heden
Bevolkingsontwikkeling in Berlijn in de periode 1747-1880
Bevolkingsontwikkeling in Berlijn in de periode 1880-heden

Het ontstaan van Groot-Berlijn in 1920 deed het inwonertal nog veel verder toenemen.
In 1942 telde de stad een recordaantal van 4,48 miljoen inwoners, maar daarna deed de Tweede Wereldoorlog en het opdelen van de stad het bevolkingscijfer sterk teruglopen. Tijdens de opdeling valt op dat Oost-Berlijn een sterke achteruitgang kent (−11,6% in 1961) en West-Berlijn een bevolkingstoename (+2,3% in 1961). De bevolking bereikte in 1978 een dieptepunt en stijgt sinds dan nagenoeg constant.

### Religie

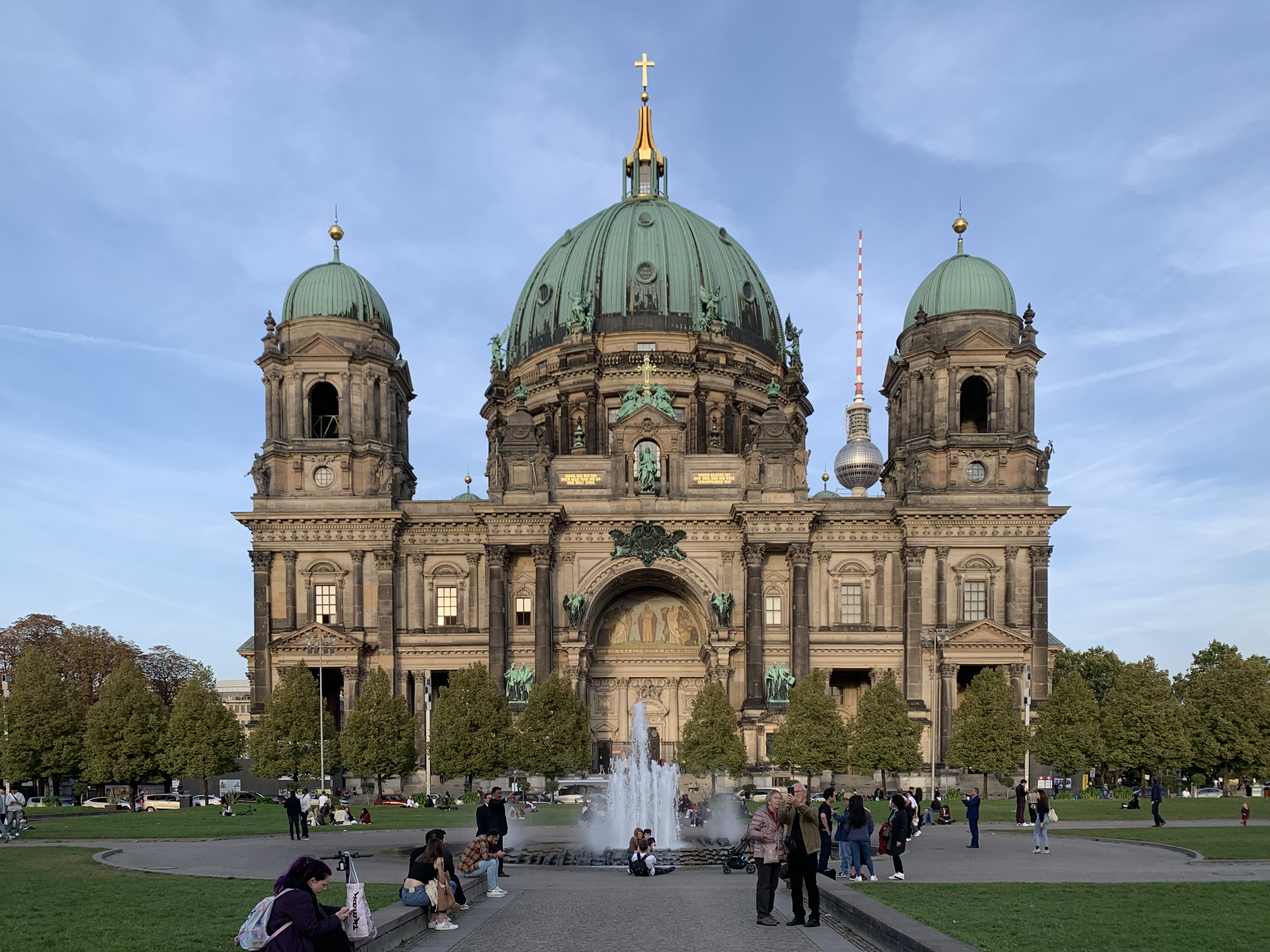
Berliner Dom

Berlijn is voor zowel katholieken als protestanten een belangrijke stad in Duitsland. Berlijn maakt integraal deel uit van het katholieke aartsbisdom Berlijn – de kathedraal is de Sint-Hedwigskathedraal in het centrum van Berlijn (Berlin-Mitte). De protestantse dom van Berlijn is dan weer een van de grootste kerken van Duitsland.
Bij de volkstelling van 2011 behoorde 9,6% van de bevolking tot de Katholieke Kerk en 21,6% tot de Evangelische Kerk in Duitsland. 0,7% van de Berlijners was dan weer lid van een van de andere geregistreerde protestantse kerkgenootschappen. 1,5% van de bevolking behoorde tot een van de geregistreerde orthodoxe kerken; 0,4% stond als jood geregistreerd, en 3,6% bij andere geregistreerde religieuze verenigingen. 62,6% behoorde tot een niet-geregistreerde religieuze vereniging of was niet-confessioneel: hiertoe behoort met name het grote aantal moslims in Berlijn.
In Berlijn bevinden zich onder andere de kerken Berliner Dom, Heilig Kruiskerk, Kaiser-Wilhelm-Gedächtniskirche, Marienkirche, Nikolaikirche, Sint-Bonifatiuskerk, Sint-Hedwigskathedraal, Sint-Joriskerk.

### Immigranten
De bevolking bestaat uit ongeveer 480.000 buitenlanders. Veruit de grootste etnische groep is afkomstig uit Turkije. In Berlijn woonden op 31 december 2014 ca. 98.700 Turken. De meesten van hen wonen in Kreuzberg. Daarnaast leven er circa 53.000 Polen. Andere grote groepen komen onder meer uit voormalig Joegoslavië. Zo komen er circa 20.000 mensen uit Servië en Montenegro en 11.200 uit Kroatië. Ook wonen er relatief veel mensen uit de voormalige Sovjet-Unie. Zij zijn in de statistieken vaak onderbelicht doordat deze Aussiedler vaak eenvoudig een Duits staatsburgerschap (Duitse voorouders of joods in verband met de Deutsche Wiedergutmachungspolitik) aan hebben kunnen vragen. Het gaat hierbij om ongeveer 45.000 mensen. Daarnaast wonen er circa 25.000 Italianen. In Berlijn wonen ca. 40.000 Syriërs. Sinds de Syrische Burgeroorlog zijn ze als vluchtelingen naar Berlijn gekomen en ze vormen de grootste Syrische gemeenschap in Europa. In 2024 hadden 7.039 inwoners het Nederlandse staatsburgerschap. De meest gesproken vreemde talen in Berlijn zijn Turks, Koerdisch, Arabisch, Pools, Russisch en Oekraïens.

### Dialect
Berlijns (Duits: Berlinisch of Berlinerisch) wordt als een variant van het Middelduitse Zuidmarkisch gezien, dat in Berlijn en omgeving wordt gesproken en ook slechts in Berlijn gebruikelijke spreekwoorden en idiomen bevat. Taalkundig gezien gaat het bij het dialect eigenlijk om een metrolect, een stedelijke spraakvermenging, die niet van regionale oorsprong is, maar door vermenging van dialecten van verschillende herkomst ontstaan is. Het tegenwoordige Brandenburgs is een variant van het Berlijnse metrolect.
Het Berlijns nam door de toestroom van vele bevolkingsgroepen talloze woorden en idiomen uit andere talen en dialecten over, waaronder het Vlaams, Frans en Jiddisch. Het Berlijns was in de geschiedenis overwegend de taal van de eenvoudige mensen, de welgestelden spraken onberispelijk Hoogduits. Vele Nieuwberlijners namen weliswaar delen van het Berlijns over, in het dagelijks gebruik werd het echter als ordinair, proletarisch of dom gehouden. In de DDR veranderde deze houding gedeeltelijk, zodat Berlijns ook in hogere kringen gedeeltelijk gesproken werd. Daardoor bevinden zich de gebieden waar het dialect nadrukkelijker aanwezig is tegenwoordig vooral in de Ostbezirken, de oude westelijke arbeiderswijken en het platteland rondom de stad. De taal van Berlijn wordt steeds door immigratiegolven bepaald, waardoor de gebruikte taal veranderlijk blijft.
In een groot deel van de huidige voorsteden van Berlijn werden net als in het omliggende Brandenburg tot in de 20e eeuw dialecten van het Nederduits, preciezer het Märkisch-Brandenburgs, gesproken, die nochtans als gevolg van de verstedelijking van de voorsteden en door de linguïstische uitstraling van de metropool Berlijn vergaand verdwenen, en door Middelduitse dialecten of een door Berlijns beïnvloed regiolect van het standaard Duits vervangen is.

## Politiek

### Bondshoofdstad
Voor de Duitse eenwording in 1871 had Duitsland geen hoofdstad. Men zou Frankfurt am Main tot dat moment als hoofdstad kunnen bestempelen, maar het besluit als zodanig is nooit genomen. In 1871 werd Berlijn de hoofdstad van het Duitse Keizerrijk, omdat het de hoofdstad van Pruisen was, het belangrijkste land binnen het keizerrijk. Ten tijde van de Duitse deling was Bonn de West-Duitse hoofdstad en Oost-Berlijn de hoofdstad van de DDR.

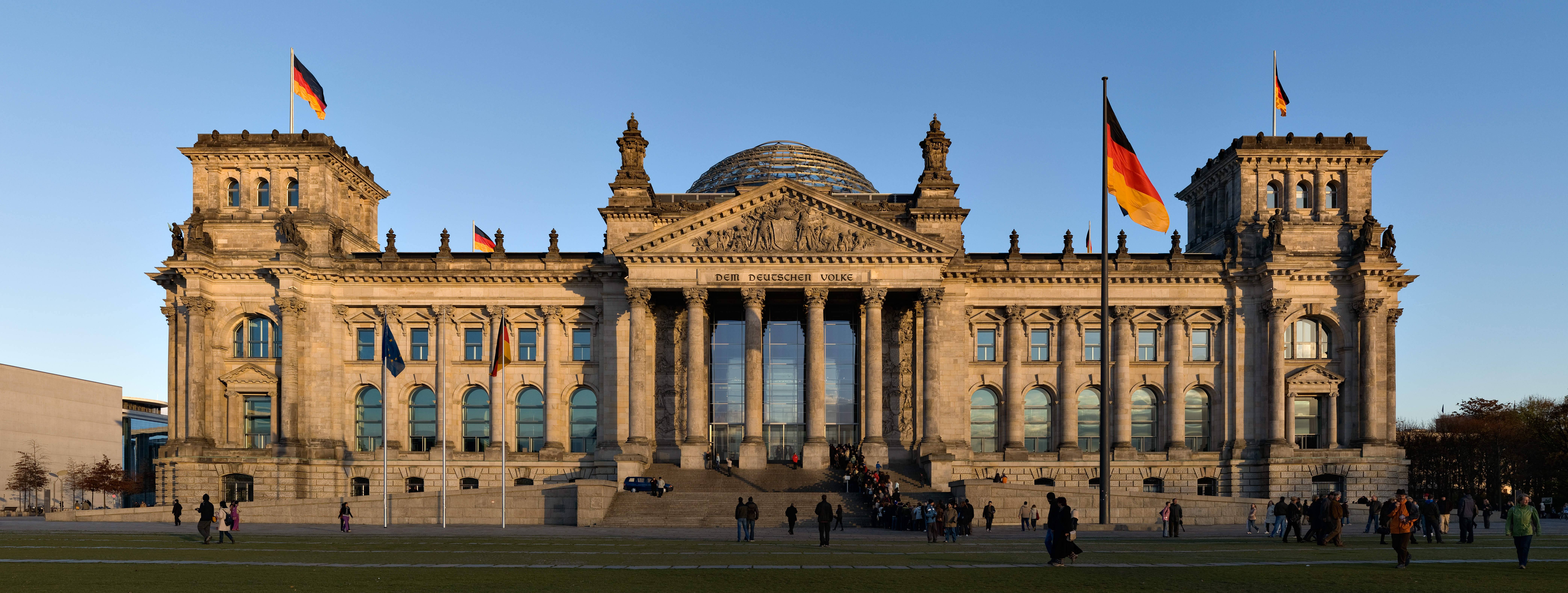
De Duitse Bondsdag in het Rijksdaggebouw

De eerste Duitse Bondsdag na de hereniging besloot in 1991 met het zogenaamde Hauptstadtbeschluss (hoofdstadbesluit), dat Berlijn als Bondshoofdstad ook zetel van de Bondsdag en de Bondsregering zou worden.
Sinds 1994 bevindt zich de hoofdzetel van de Bondspresident in het Slot Bellevue in Berlijn. In 1999 vond de verhuizing van het grootste deel van de Bondsregering van Bonn naar Berlijn plaats. De Bondsregering, de Bondsdag in het Rijksdaggebouw en de Bondsraad in het voormalige Pruisisch Herenhuis hebben sindsdien het werk in de hoofdstad opgepakt. In het jaar 2001 werd het Bundeskanzleramt ingewijd en voor het eerst door de toenmalige Bondskanselier Gerhard Schröder betrokken.

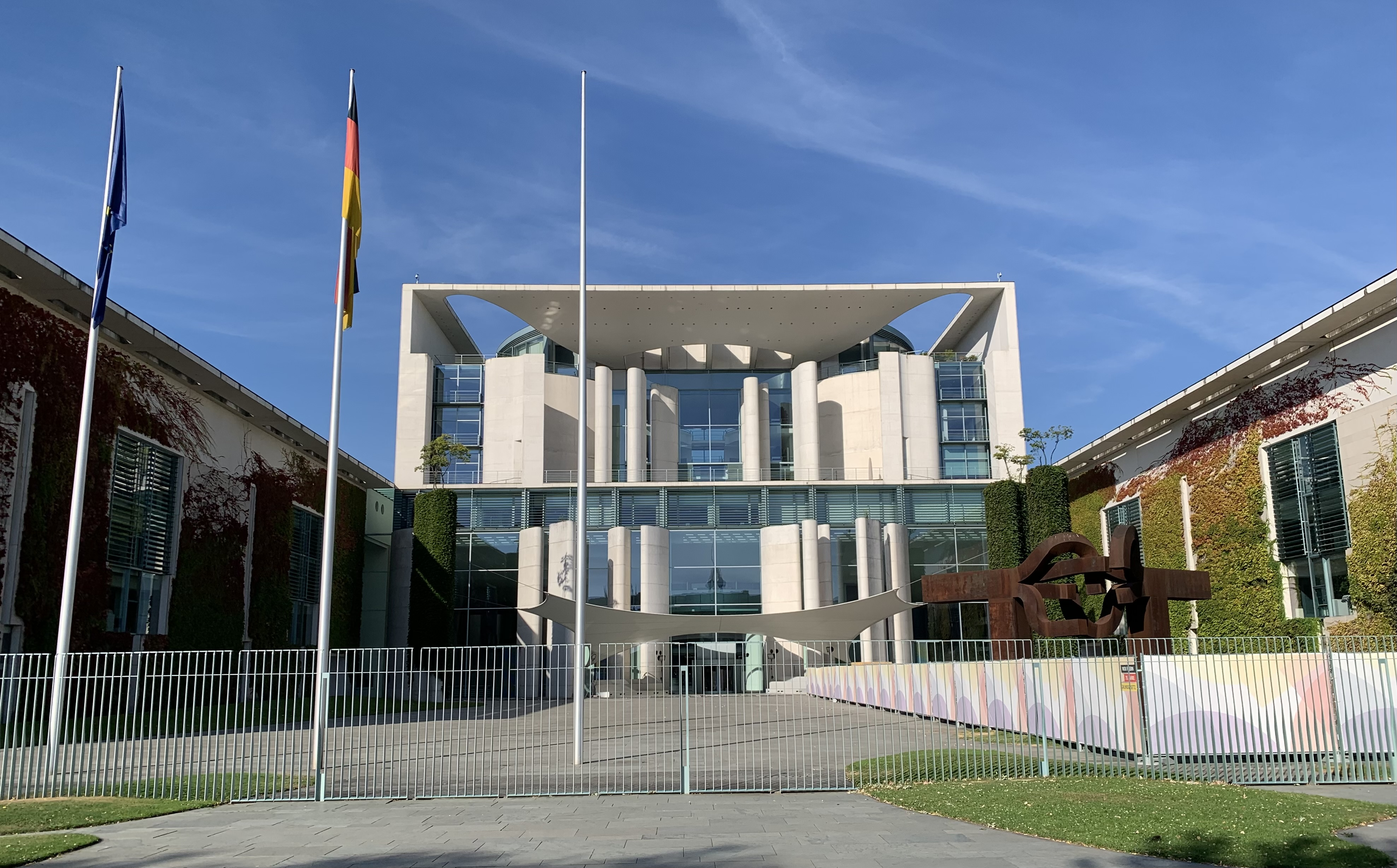
Het Bundeskanzleramt in het regeringskwartier

Van de vijftien Bondsministeries (van de regering-Scholz) hebben negen hun hoofdzetel in Berlijn, waaronder het ministerie van Buitenlandse Zaken (in de in 1934 gebouwde aanbouw van de voormalige Rijksbank) en het ministerie van Financiën (in het in 1935 gebouwde voormalige Reichsluftfahrtministerium). De overige zes hebben hun hoofdzetel in Bonn. Alle ministeries hebben echter in de stad die niet de hoofdzetel is een tweede zetel. Alle bondsministers hebben daarom ook een werkplek in de bondshoofdstad. Delen van de bondsministeries bevinden zich net als voorheen in de vroegere bondshoofdstad (nu Bondsstad) Bonn. De meerderheid van de ambtenaren, ongeveer 9.000 personen, werken in Bonn. Meer dan 140 ambassades met hun diplomatieke vertegenwoordigers hebben hun zetel in Berlijn.
De Belgische ambassade is gevestigd aan de Jägerstraße nabij de Gendarmenmarkt; de Nederlandse ambassade aan de Klosterstraße.

### Stadsbestuur

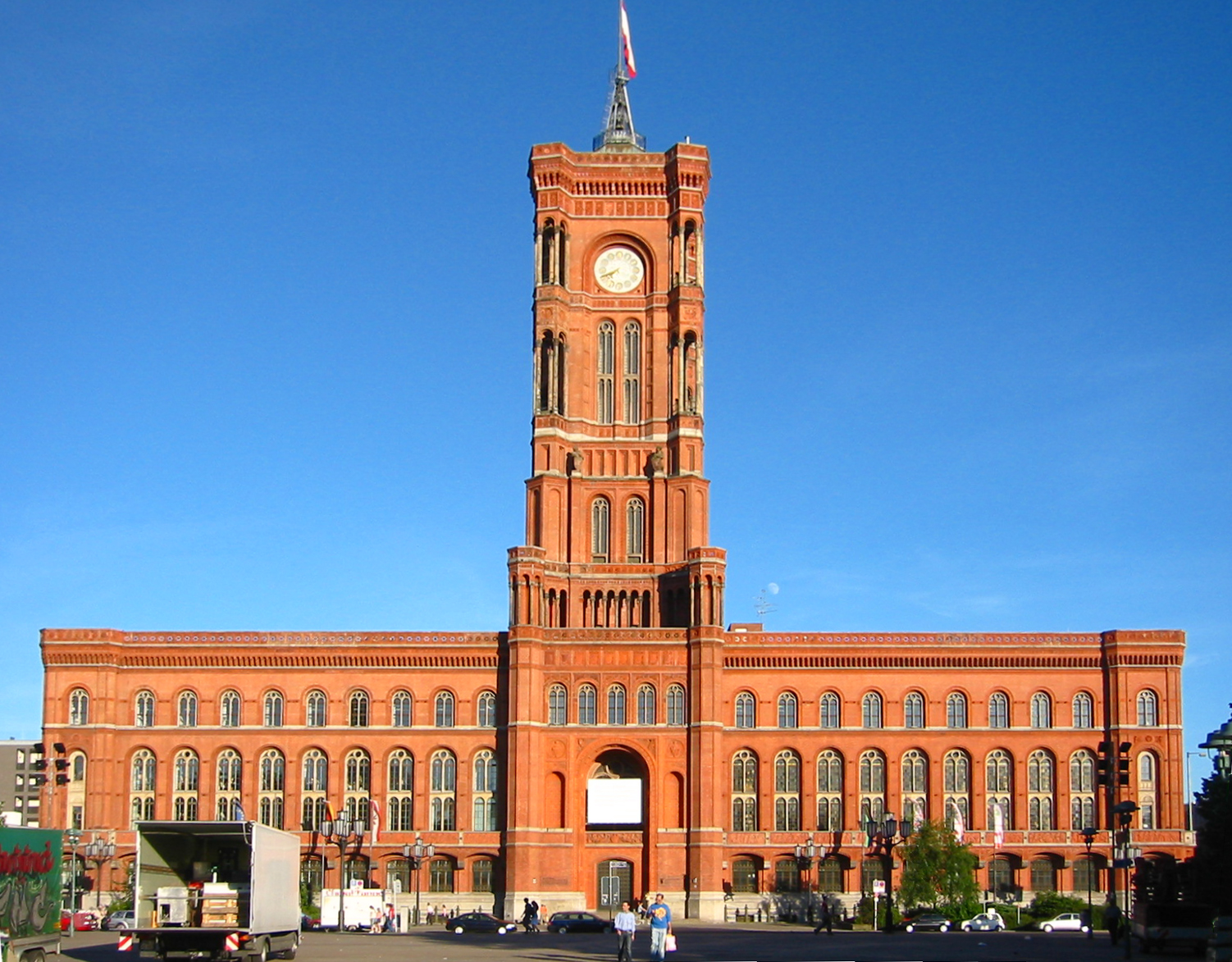
Het Rotes Rathaus, het stadhuis van Berlijn

Berlijn is, evenals Hamburg en Bremen, een deelstaat op zichzelf. De regering wordt gevormd door de senaat, die uit de Regierender Bürgermeister en maximaal tien senatoren bestaat. De leden van de regering worden gekozen door het Berlijnse parlement, het Abgeordnetenhaus, dat 159 zetels telt. De zetel van de burgemeester en de senaat is het Rotes Rathaus vlak bij de Alexanderplatz.
Bestuurlijk is Berlijn verdeeld in twaalf districten (zie het hoofdstuk Stadsindeling); voor 1 januari 2001 waren het er 23. Ieder district heeft een eigen bestuur (Bezirksamt), dat gevormd wordt door een burgemeester (Bezirksbürgermeister) en vijf raadsleden. Dit bestuur wordt gekozen door de 55 leden van de Bezirksverordnetenversammlung, die op haar beurt rechtstreeks door de bevolking wordt gekozen. De burgemeesters van de districten vormen de Rat der Bürgermeister, waarvan de Regierender Bürgermeister voorzitter is. Deze raad adviseert de senaat.
De uitgaven van de deelstaat Berlijn bedragen jaarlijks circa 20 miljard. De deelstaat heeft na de eeuwwisseling enorme schulden opgebouwd. In 2011 werd een top bereikt van 62,91 miljard euro, maar sindsdien daalt de schuld.

### Partnersteden
Berlijn onderhoudt relaties met steden verspreid over de wereld. Deze partnerschappen werden voornamelijk kort voor en na de hereniging in 1990 gesloten. Doel van deze stedenverbindingen is het versterken van de Berlijnse economie en wetenschap met andere global cities. Daarnaast bevordert men het cultuuraanbod en -uitwisseling.
- 1967  Los Angeles (Verenigde Staten)
- 1987  Parijs (Frankrijk)
- 1988  Madrid (Spanje)
- 1989  Istanboel (Turkije)
- 1991  Moskou (Rusland)
- 1991  Boedapest (Hongarije)
- 1991  Warschau (Polen)
- 1992  Brussel (België)
- 1993  Mexico-Stad (Mexico)
- 1993  Jakarta (Indonesië)
- 1993  Tasjkent (Oezbekistan)
- 1994  Tokio (Japan)
- 1994  Buenos Aires (Argentinië)
- 1994  Peking (China)
- 1995  Praag (Tsjechië)
- 2000  Londen (Verenigd Koninkrijk)
- 2000  Windhoek (Namibië)
- 2023  Kiev (Oekraïne)
- 2025  Tel Aviv (Israël)

Daarnaast worden er ook vanuit Berlijnse deelgemeenten stedenbanden onderhouden.

## Economie

### Detailhandel

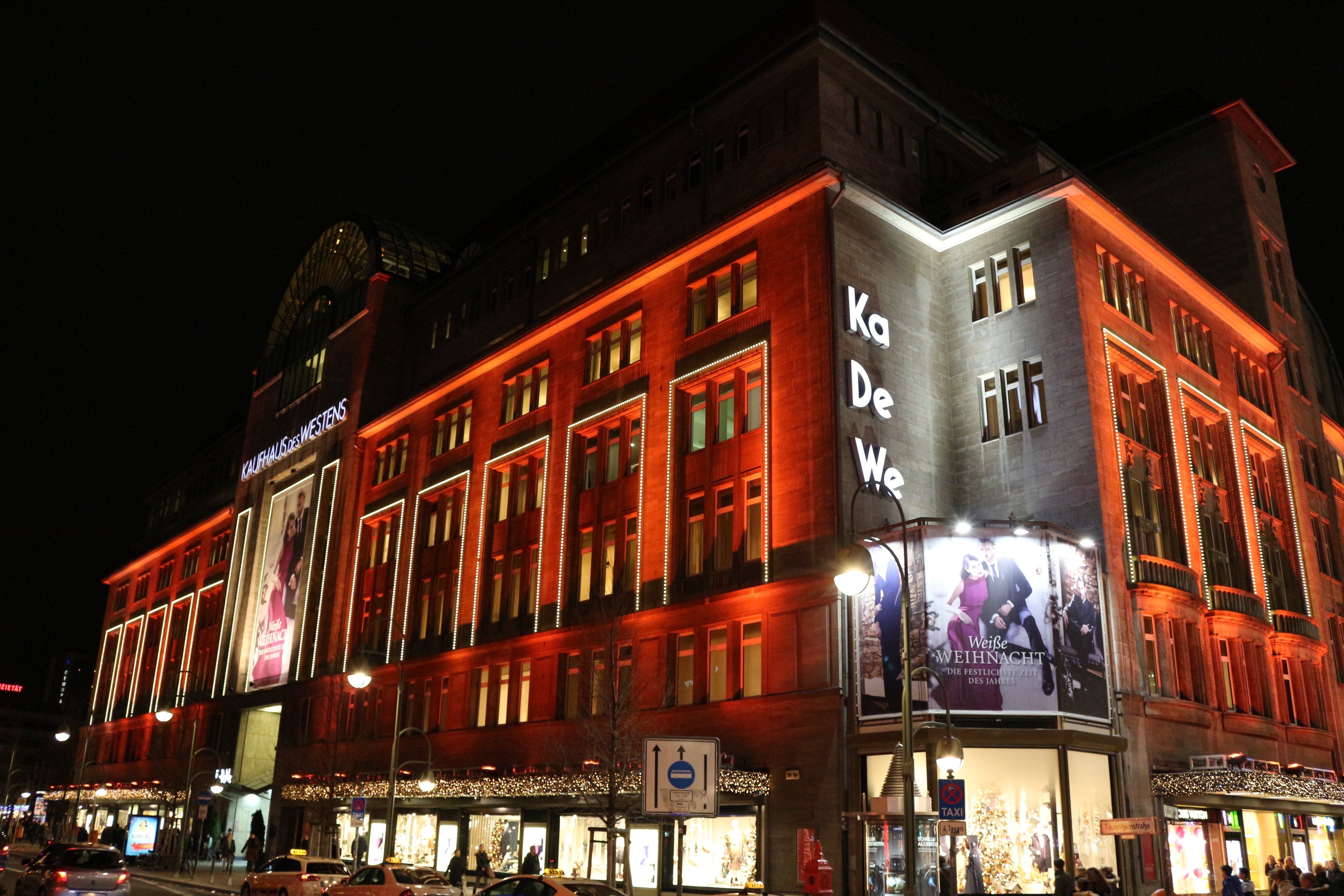
Kaufhaus des Westens (KaDeWe)

Er zijn verscheidene grote winkelconcentraties in Berlijn, zoals de bekende Kurfürstendamm. Iets ten oosten van de Kurfürstendamm bevindt zich het Kaufhaus des Westens (KaDeWe). Aan de Friedrichstraße bevinden zich het Quartier 206 en de Galeries Lafayette.
Rond kersttijd zijn er de Berlijnse kerstmarkten.

### Toerisme
Het toerisme in Berlijn is belangrijk voor de stad. Met 12,7 miljoen bezoekers (2016) is het de op vier na vaakst bezochte stad van Europa.
Enkele bekende uitgaansgebieden zijn Oranienburger Straße / Hackescher Markt, Kurfürstendamm en omgeving, Kollwitzplatz en overig Prenzlauer Berg, de wijk Friedrichshain, Nollendorfplatz en omgeving (homoscene) en Oranienstraße en omgeving.

### Grootste commerciële werkgevers

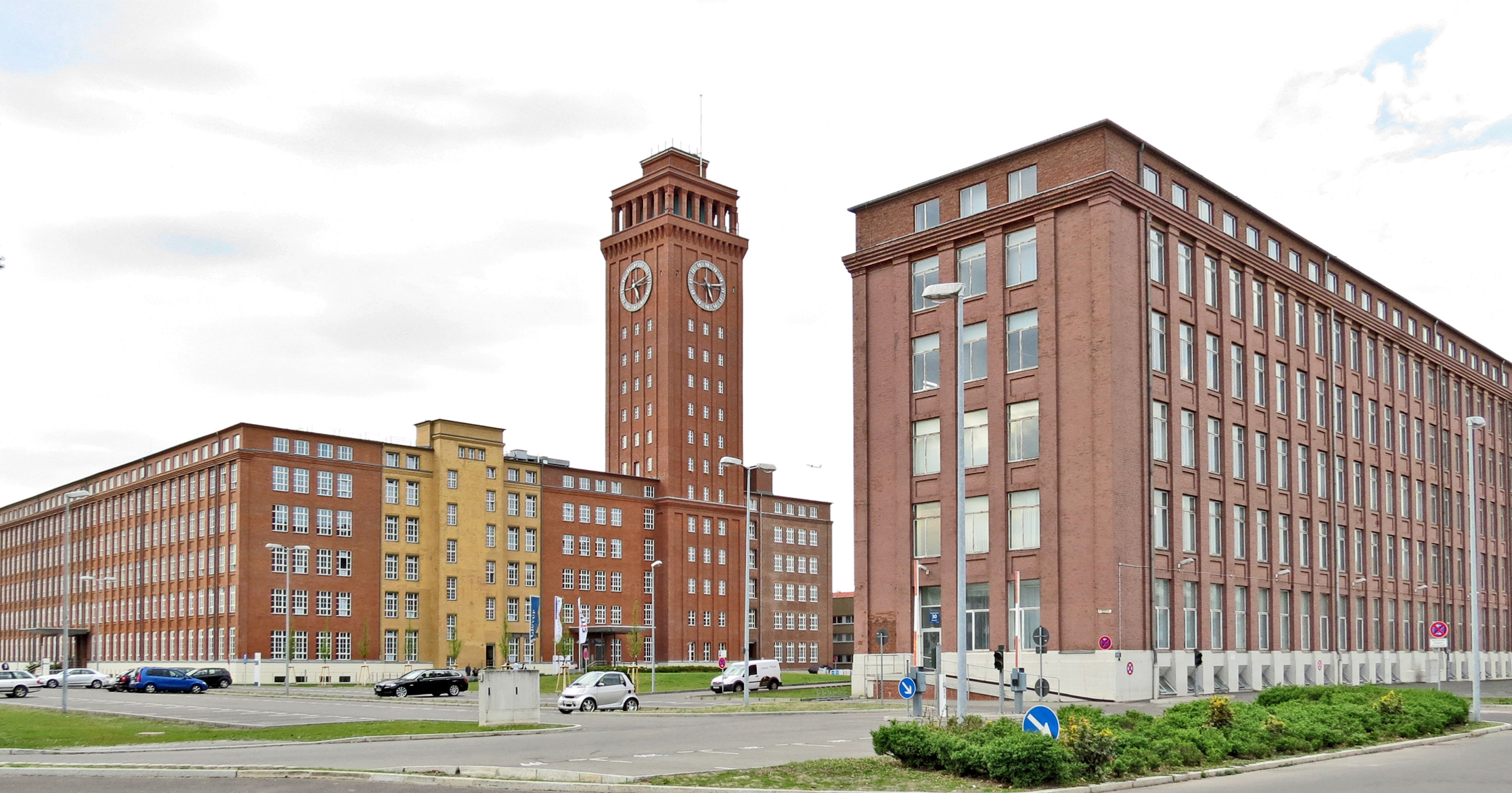
Siemens in Berlijn

(2020)
- Deutsche Bahn
- Charité
- Vivantes
- Berliner Verkehrsbetriebe
- Siemens
- Edeka
- Mercedes-Benz Group
- Deutsche Post DHL
- Deutsche Telekom
- Zalando

## Verkeer en vervoer

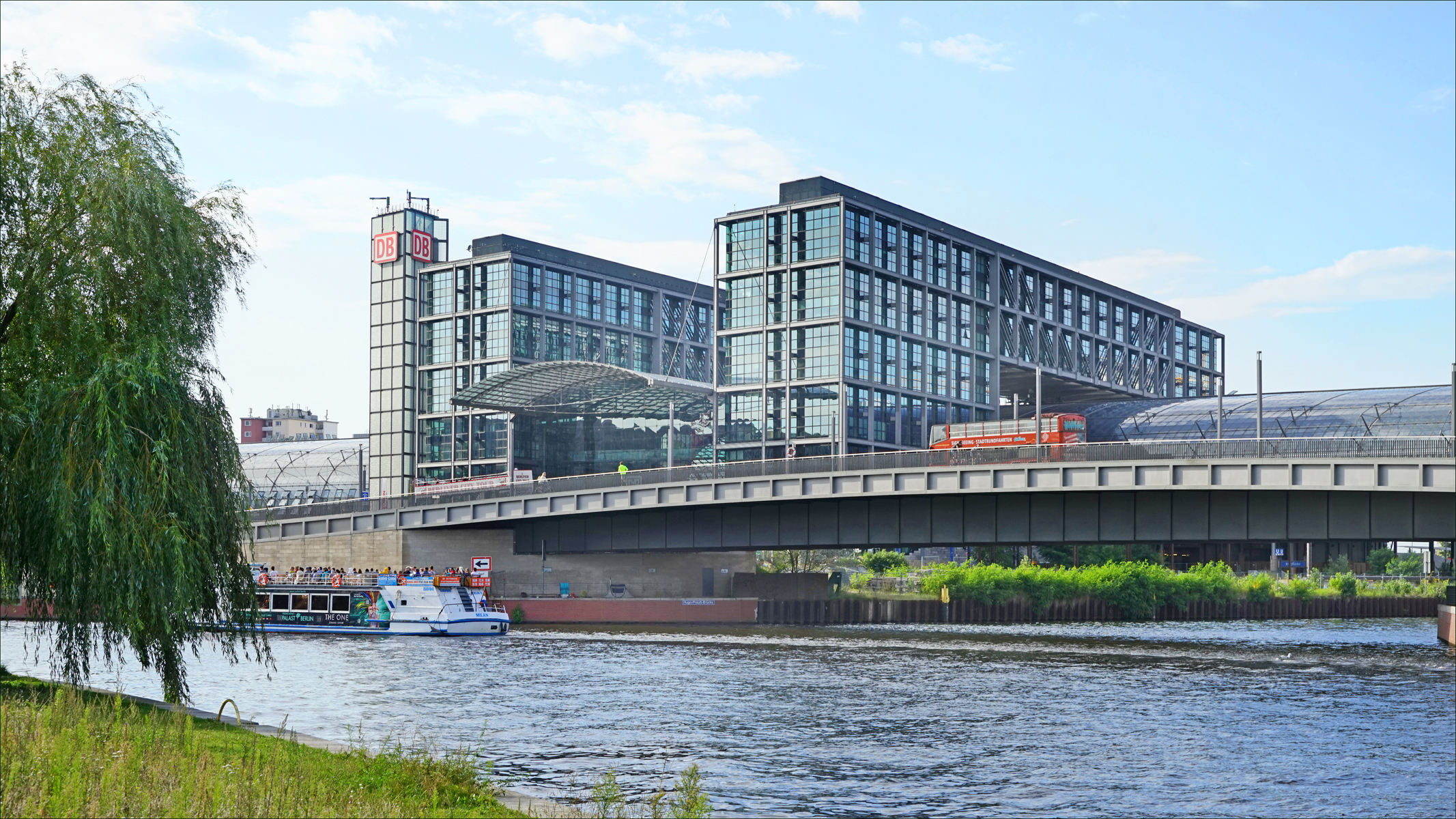
Het centraal station van Berlijn

Berlijn wordt ontsloten door de ringweg A10, die een lengte van 196 km heeft en grotendeels door de staat Brandenburg loopt. Ook binnen de A10 liggen enkele snelwegen, waaronder de 22 km lange Berliner Stadtring (A100), die als een halve, onvoltooide ring om de stadskern ligt. Sinds 2008 is in delen van de Berlijnse binnenstad een milieusticker verplicht.
Het in 2006 geopende Berlin Hauptbahnhof is het centraal gelegen station van de stad en het grootste kruisingsstation van Europa. Berlijn beschikt over snelle treinverbindingen met de belangrijkste steden van Duitsland en verscheidene andere grote Europese steden.

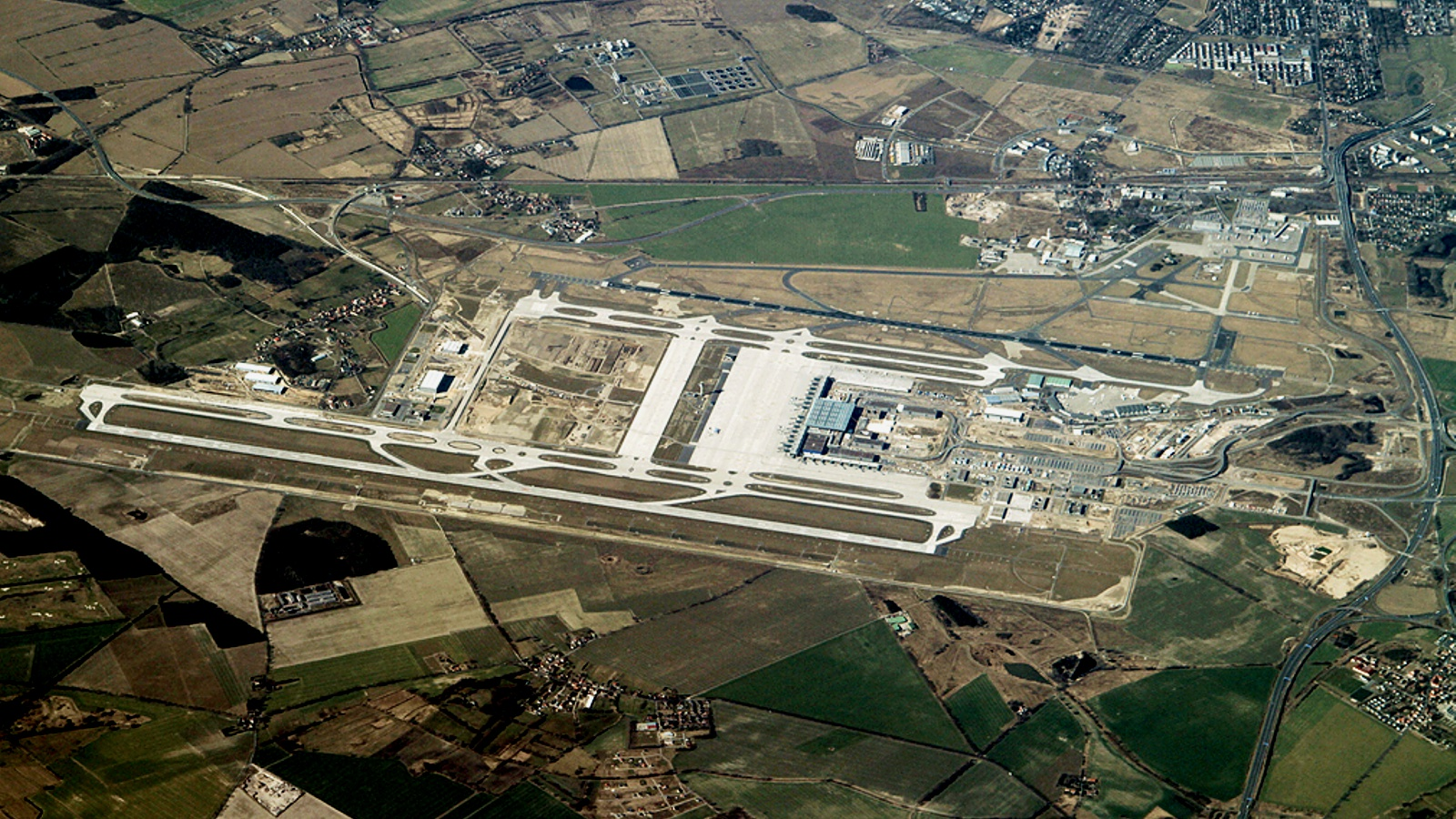
Flughafen Berlin Brandenburg

Berlijn kent voorts een uitgebreid netwerk van stads- en streekvervoer. Naast regionale spoorverbindingen heeft de stad een S-Bahn, een metro, tram, een groot aantal buslijnen en ook enkele veerlijnen. Veel van deze diensten worden geëxploiteerd door de Berliner Verkehrsbetriebe, maar de exploitatie van de S-Bahn in handen van de Deutsche Bahn.
Berlijn heeft sinds 2020 een enkele luchthaven. Flughafen Berlin Brandenburg (BER) werd gebouwd op het grondgebied van de gemeente Schönefeld, ten zuidoosten van de stad. De nieuwe luchthaven is aangelegd direct ten zuiden van de voormalige luchthaven Berlin-Schönefeld, bij de opening op 31 oktober 2020 omgebouwd tot Terminal 5 van deze nieuwe luchthaven. De opening van BER betekende de sluiting van Tegel, dicht tegen de noordwestelijke wijken van de stad. De oorspronkelijk derde luchthaven van de stad, Tempelhof, werd op 31 oktober 2008 gesloten.

## Cultuur
Berlijn is op cultureel vlak een van de meest bruisende steden van Europa. Ook geldt het als een van de grootste wetenschappelijke centra. Berlijn is een stad die een grote aantrekkingskracht heeft op kunstenaars. Inmiddels wonen er zo'n tienduizend, uit alle landen van de wereld.

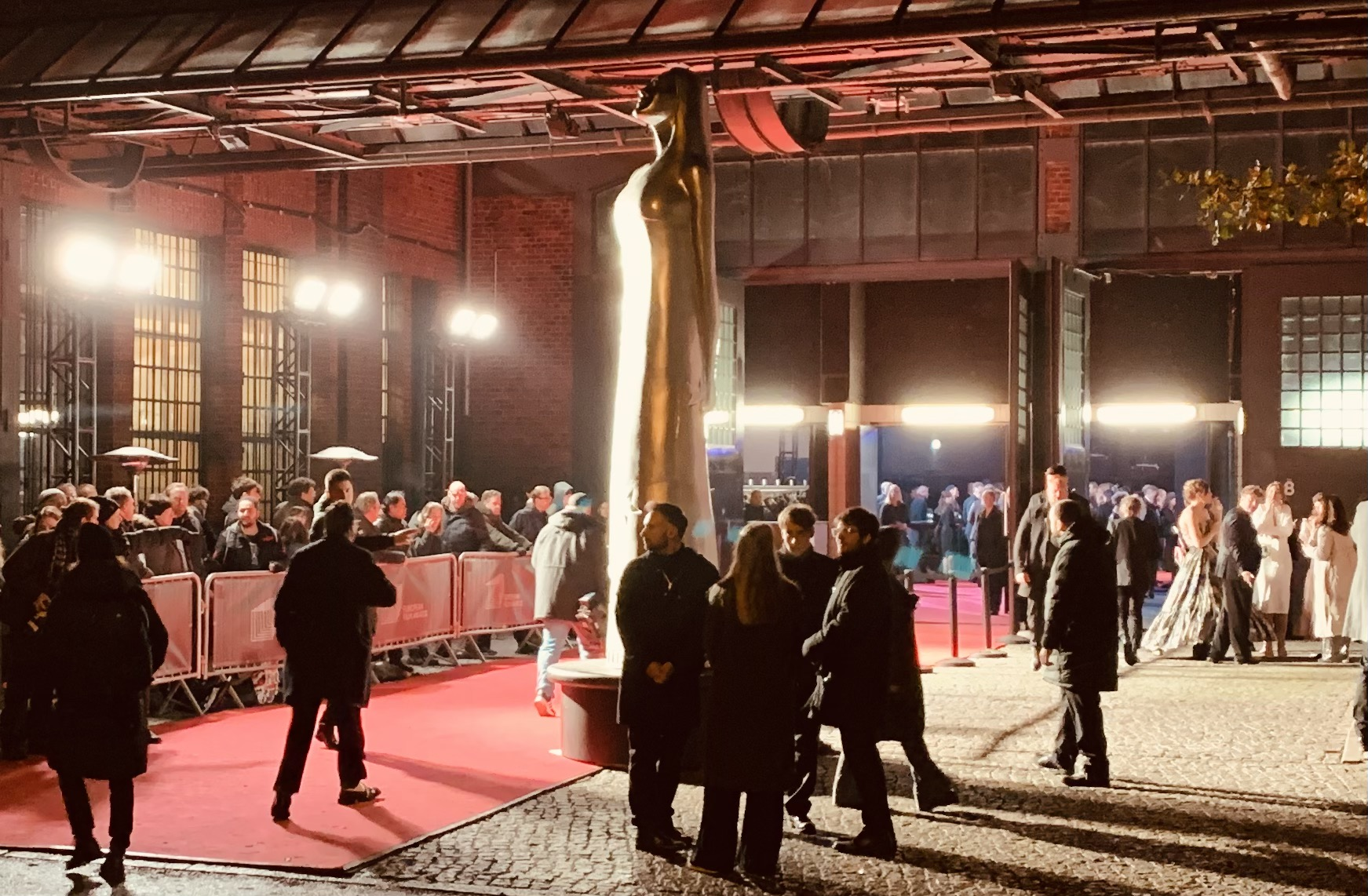
Europese filmprijzen
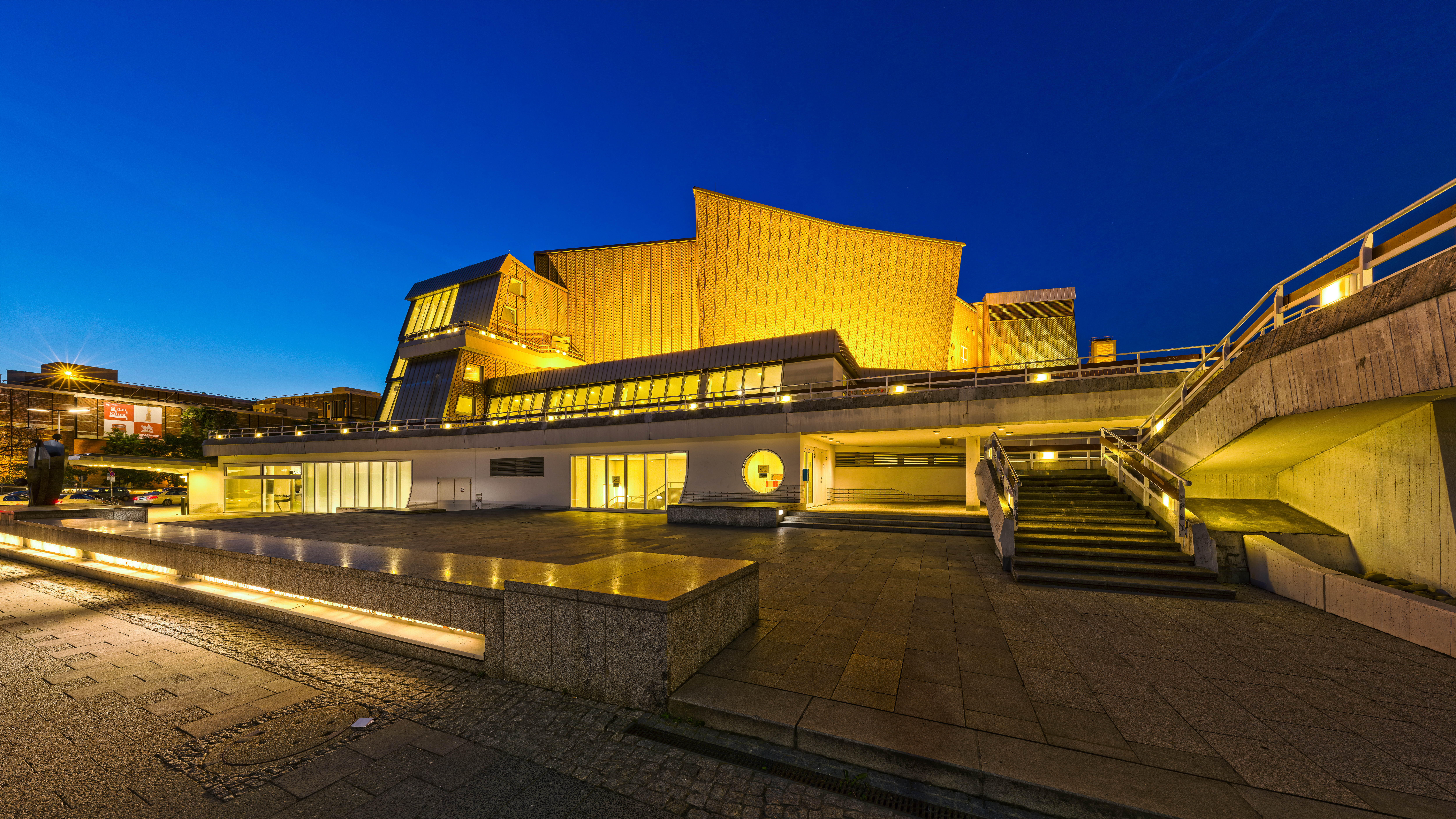
Berliner Philharmoniker
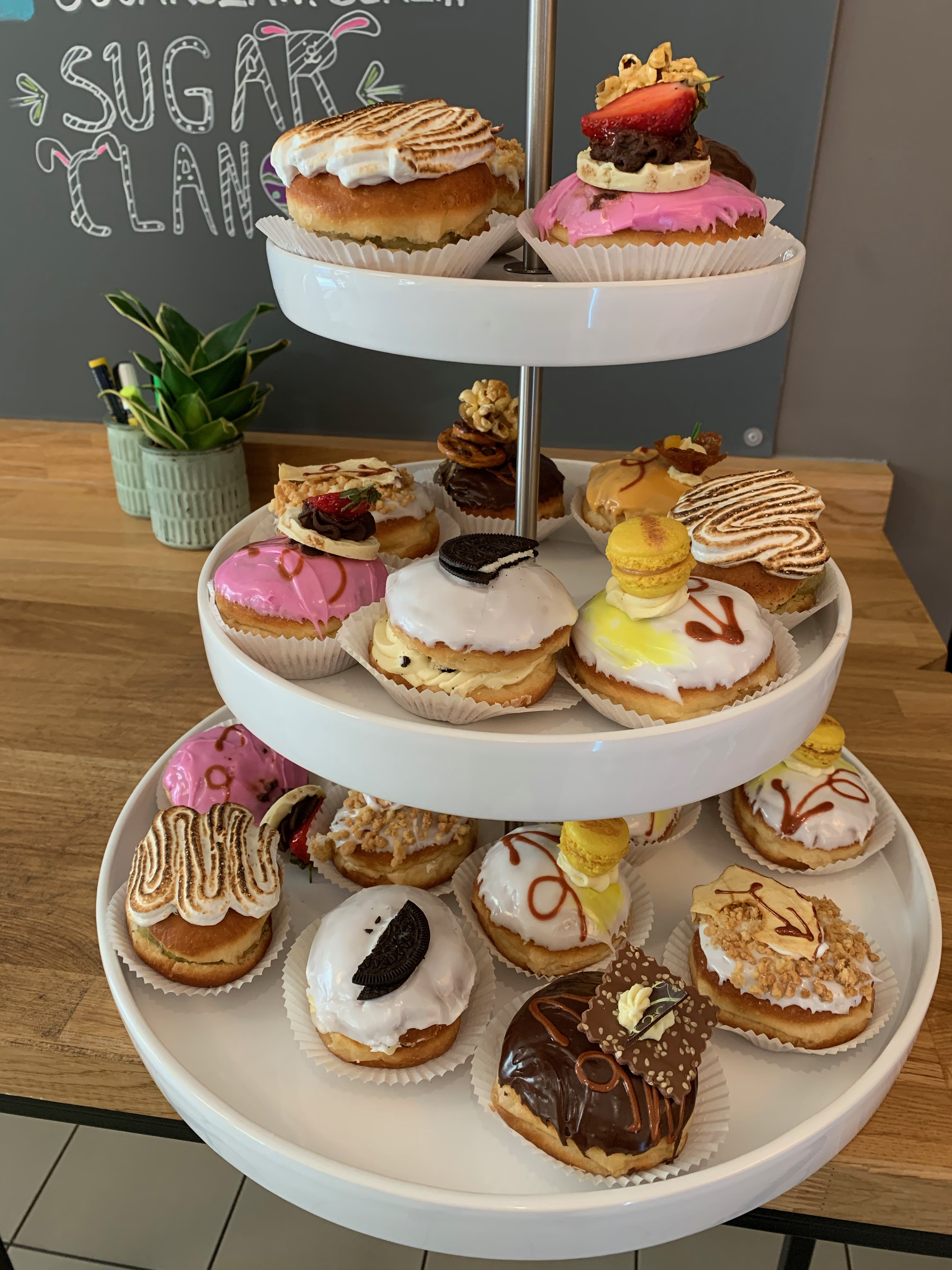
Berlinerbol
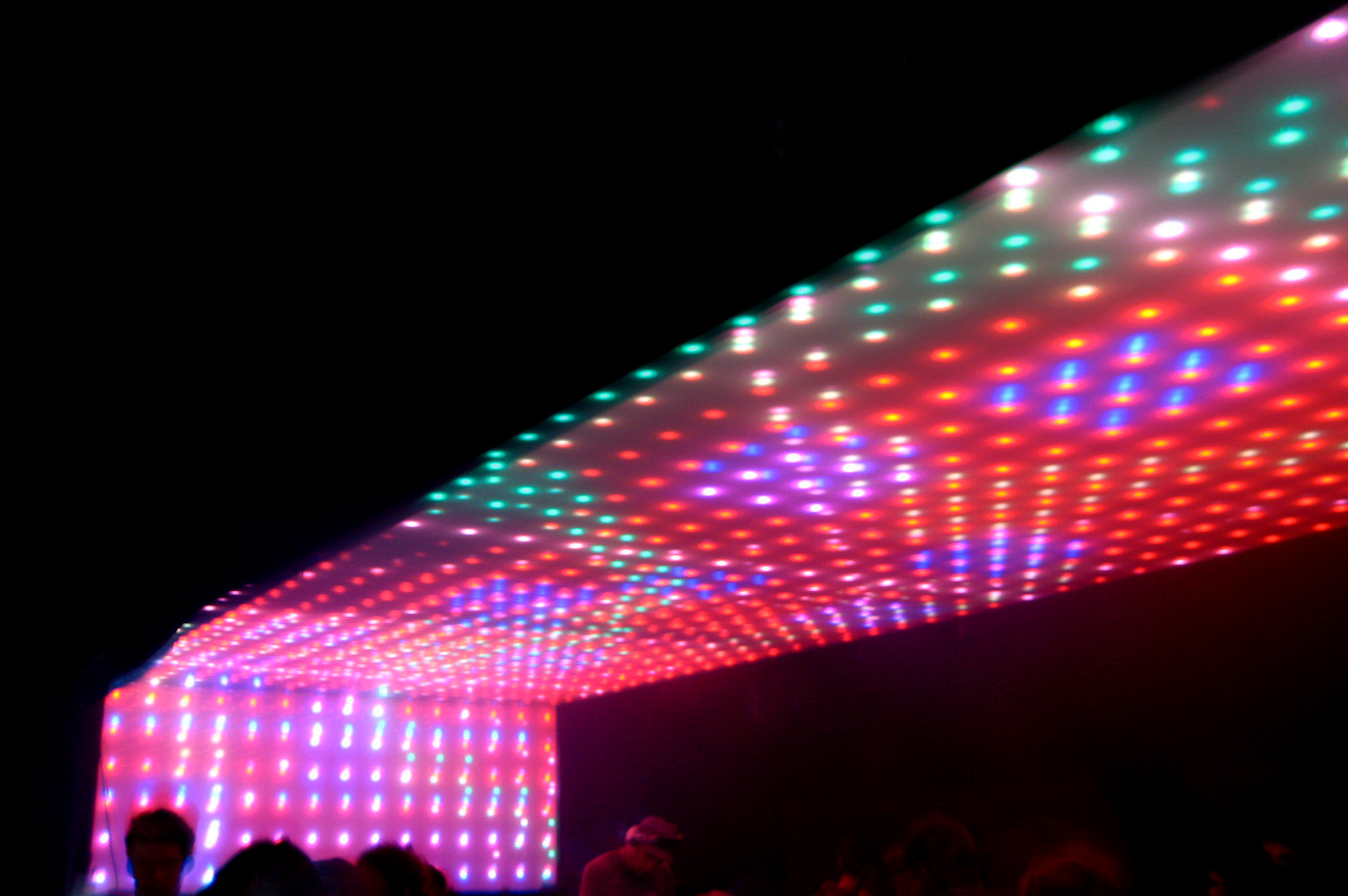
Watergate Club

### Evenementen
- Festival of Lights

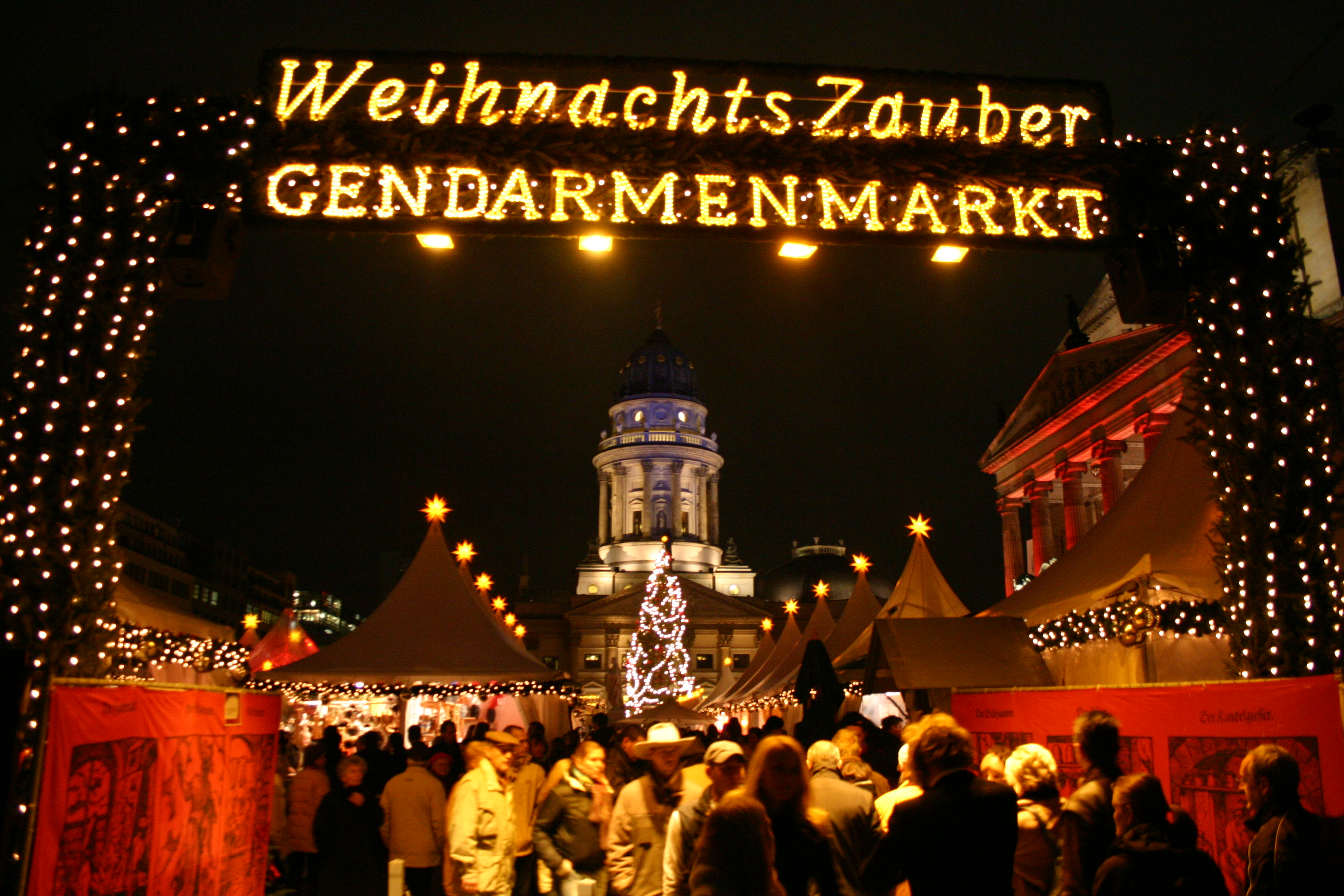
Weihnachstmarkt am Gendarmenmarkt

- Internationaal filmfestival van Berlijn
- Berliner Theatertreffen (mei)
- Internationaal Literatuurfestival Berlijn (september}
- Tanzfest
- Young Euro Classic
- Jazzfest Berlin (herfst)
- Lollapalooza Berlin
- Karneval der Kulturen
- Berliner Christopher Street Day
- Folsom Europe (september)
- Neuköllner Maientage
- Europese filmprijzen
- Classic Days Berlin
- Weihnachtsmarkt am Gendarmenmarkt (december)
- IFA Berlin
- Venus Award
- Berlin Fashion Week
- Berlin Burlesque Festival

### Musea

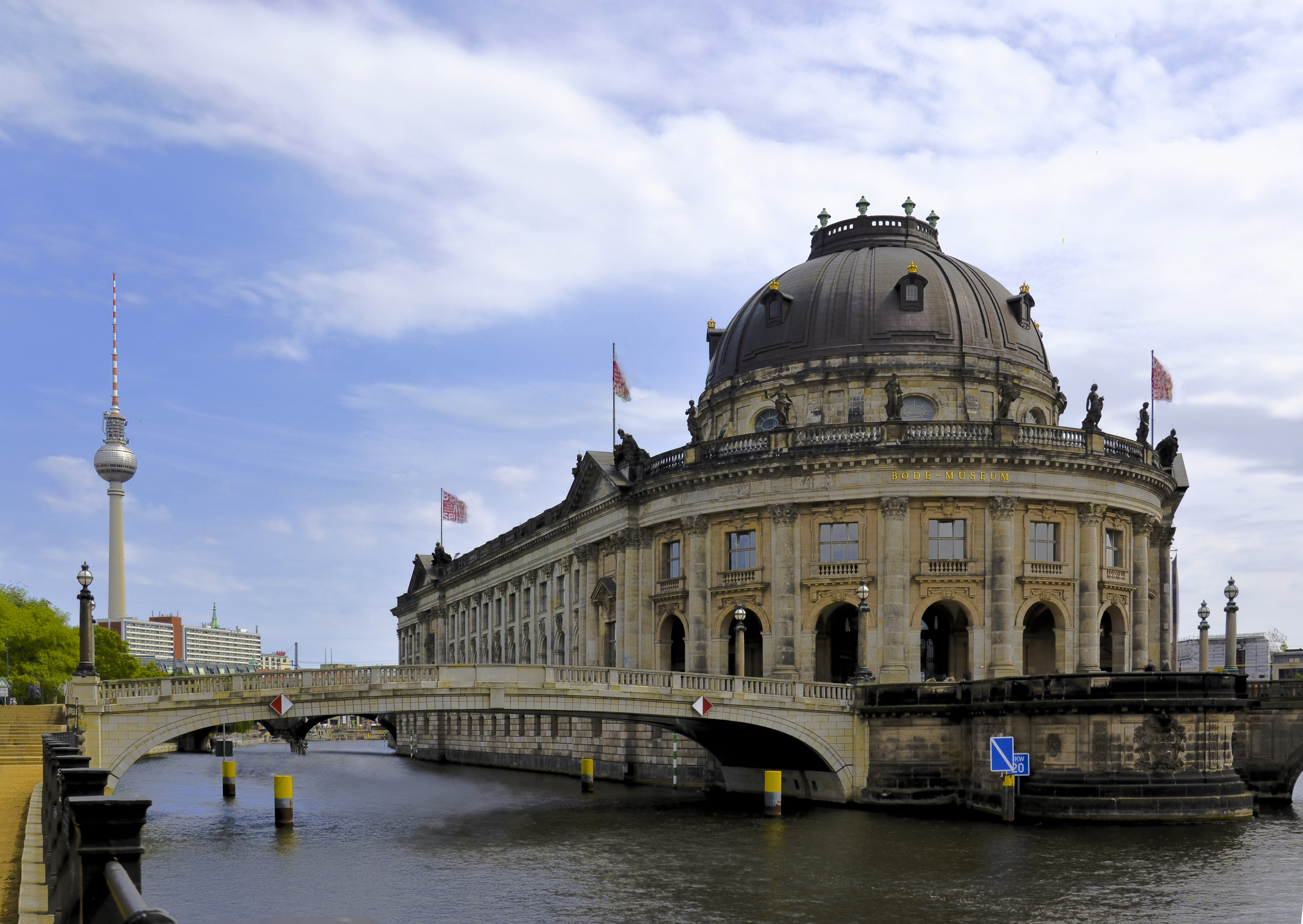
Bode-Museum

Berlijn telt in totaal meer dan 170 musea. Op het Museumsinsel, het noordelijke punt van het eiland in de Spree, bevindt zich een vijftal musea:
- Alte Nationalgalerie, gebouwd tussen 1867 en 1876.
- Altes Museum, gebouwd tussen 1825 en 1828, tot 1845 Königliches Museum genoemd.
- Bode-Museum, gebouwd tussen 1897 en 1904, voor de beeldencollectie van Wilhelm von Bode.
- Neues Museum, gebouwd tussen 1843 en 1855.
- Pergamonmuseum, gebouwd tussen 1910 en 1930, voor de tentoonstelling van archeologische schatten zoals de Ishtarpoort uit het antieke Babylon.

Andere musea in Berlijn:
- Kulturforum Berlin:
  - Gemäldegalerie
  - Neue Nationalgalerie
  - Kunstgewerbemuseum
  - Kupferstichkabinett Berlin
  - Musikinstrumentenmuseum
- Musea Berlin-Dahlem:
  - Ethnologisches Museum
  - Museum für Asiatische Kunst
  - Museum Europäischer Kulturen
- Ägyptisches Museum Berlin
- Bauhaus-Archiv over het Bauhaus

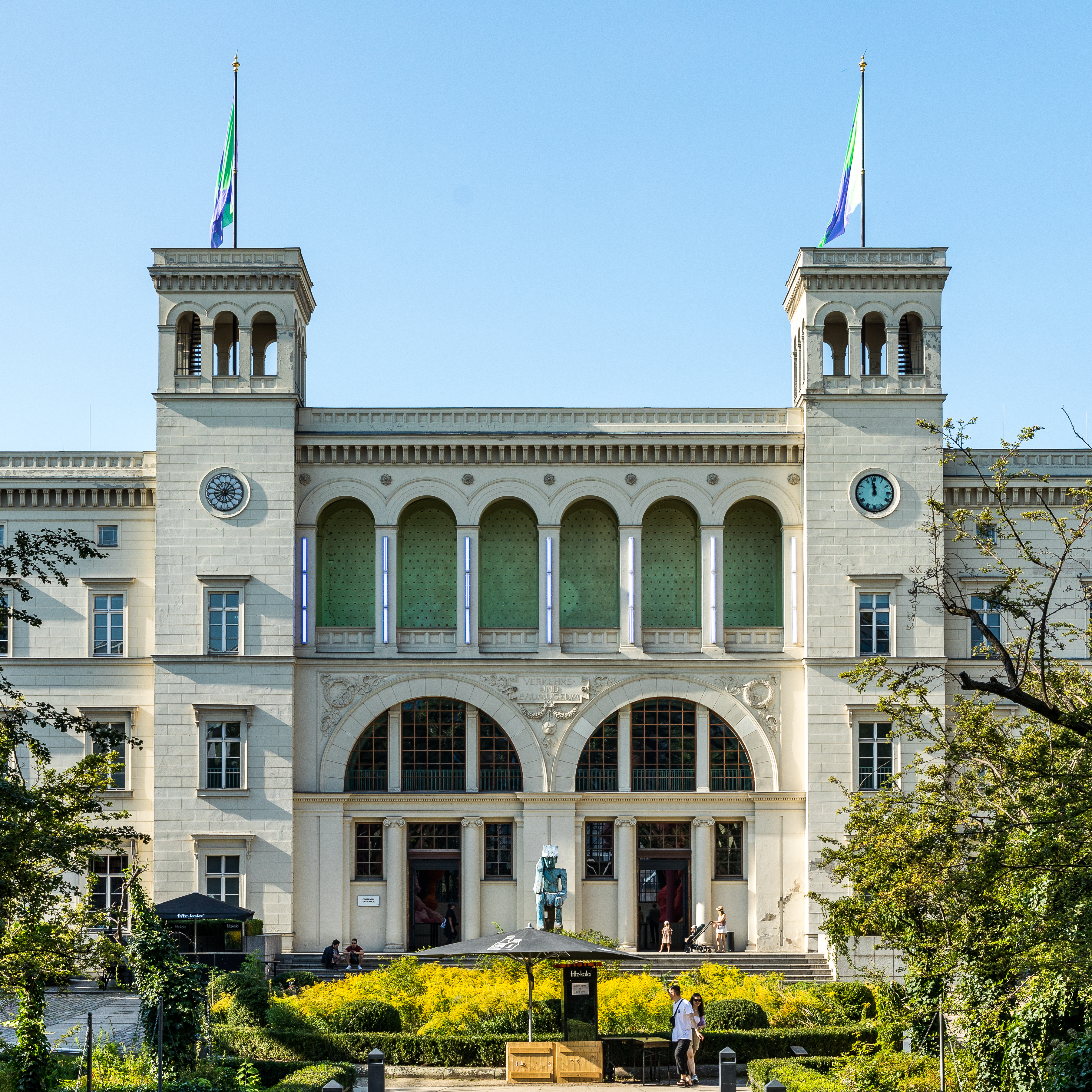
Hamburger Bahnhof - Museum für Gegenwart

- DDR Museum over het dagelijks leven in de DDR
- Deutsche Guggenheim
- Deutsches Spionagemuseum
- Deutsches Technikmuseum Berlin
- Filmmuseum Berlin
- KW Institute for Contemporary Art
- Hamburger Bahnhof - Museum für Gegenwart
- Jüdisches Museum Berlin, ontworpen door Daniel Libeskind
- Martin-Gropius-Bau
- Museum Berggruen
- Museum für Naturkunde
- Museum Haus am Checkpoint Charlie
- Märkisches Museum over de geschiedenis van Berlijn en de Mark Brandenburg
- Piano Salon Christophori
- Ramones-Museum
- Schwules Museum (LGBT)
- Zeughaus (Deutsches Historisches Museum) over de geschiedenis van Duitsland
- Zuckermuseum
- Futurium
- Classic Remise Berlin

### Theaters en opera's
- Staatsoper Unter den Linden
- Deutsches Theater
- Admiralspalast
- Berliner Ensemble
- Friedrichstadt-Palast
- Maxim-Gorki-Theater
- Theater des Westens

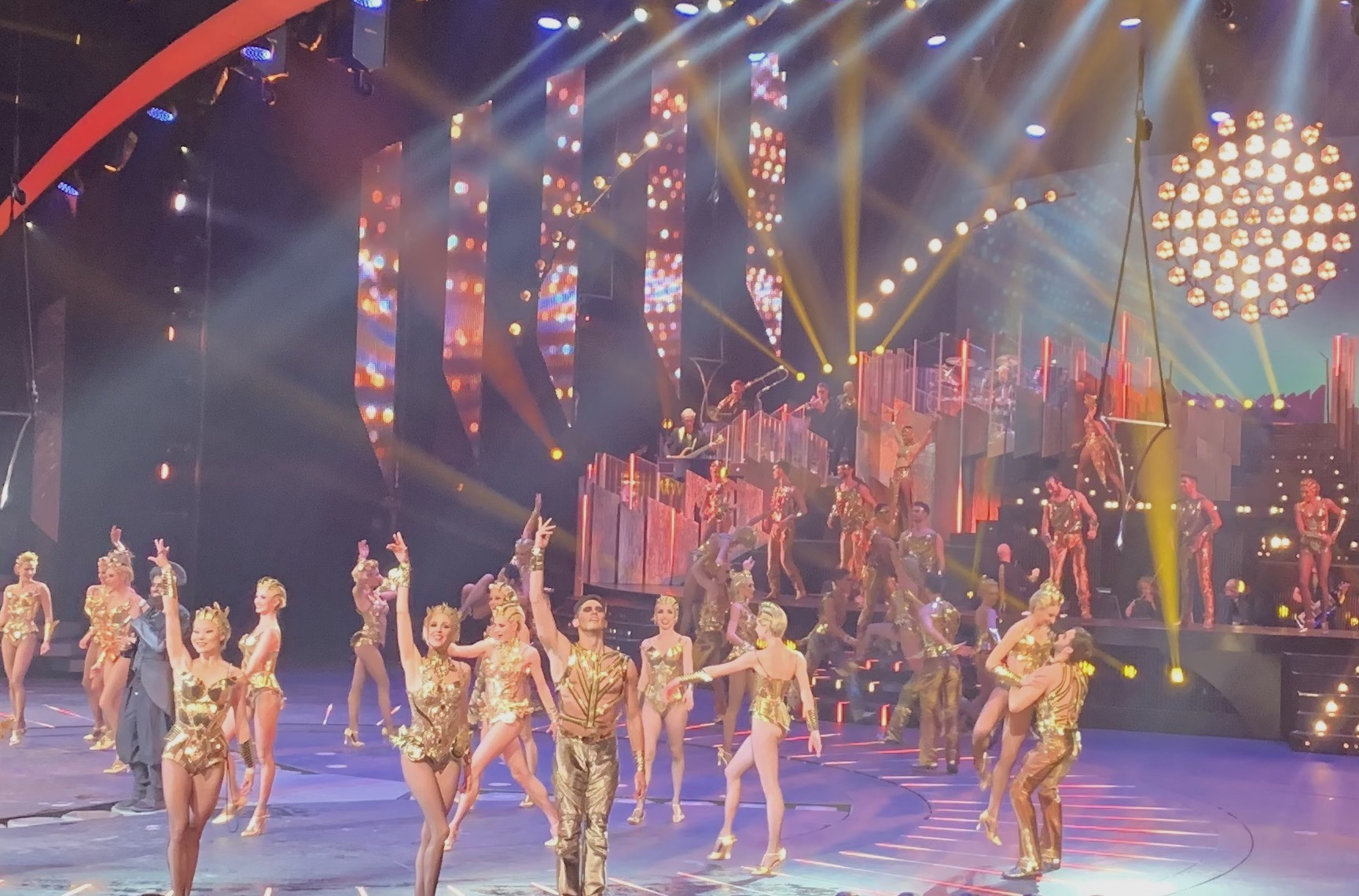
Friedrichstadt-Palast

- Theater und Komödie am Kurfürstendamm
- Deutsche Oper
- Komische Oper
- Renaissance Theater
- Volksbühne

### Sport

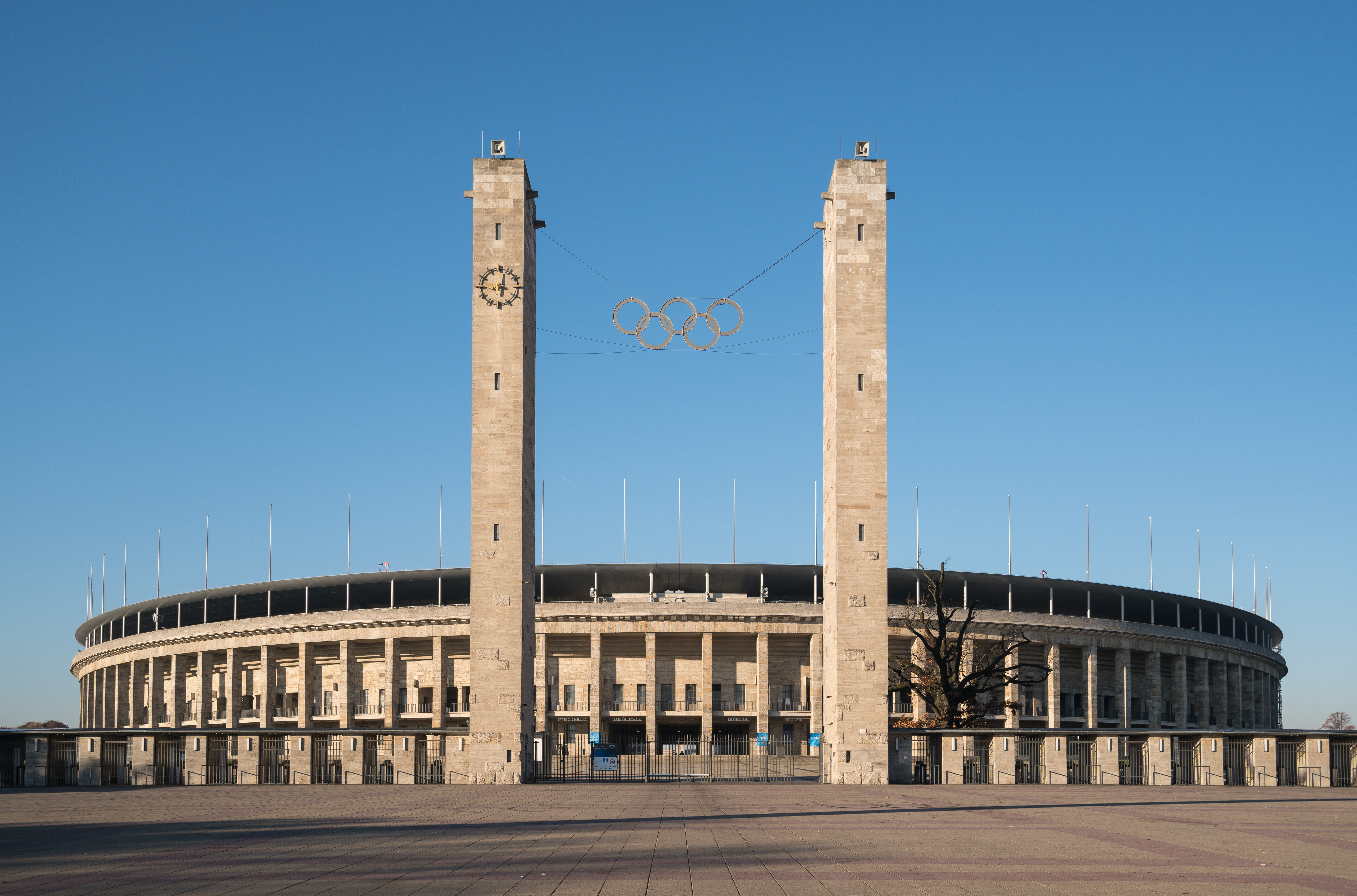
Het Olympiastadion

Berlijn telt ongeveer 2000 sportverenigingen, met in totaal rond de 550.000 actieve leden in de breedtesport. In 2010 komen er daarvan zo'n 145 verenigingen op het hoogste of een na hoogste niveau in Duitsland uit.
Sinds 1891 worden er voetbalcompetities in Berlijn georganiseerd. De eerste grote competitie was de competitie die door de Berlijnse voetbalbond georganiseerd werd. Tot 1963 speelden de clubs uit Berlijn in een eigen competitie als hoogste klasse, waardoor er zeer veel clubs zijn die een rijke geschiedenis hebben, maar door de vele competitiehervormingen inmiddels zijn weggezakt naar lagere reeksen.

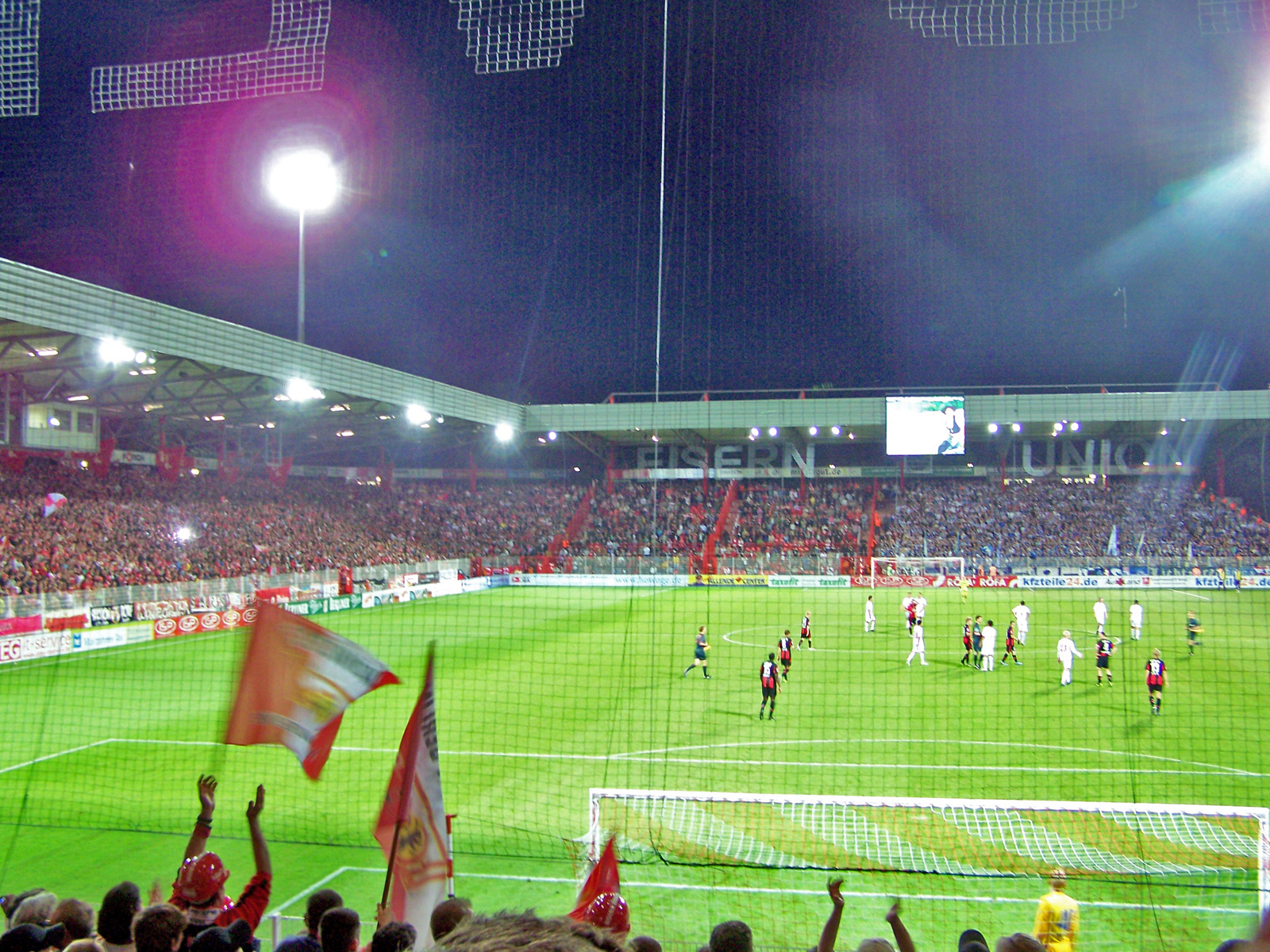
Stadion An der Alten Försterei

In de begindagen zwaaiden BTuFC Britannia 1892, BTuFC Viktoria 1889, BFC Preußen 1894 en BTuFC Union 1892 de scepter in de stad. Viktoria en Union konden toen ook landskampioen worden. Later traden ook BFC Hertha, SC Union 06 Oberschöneweide, Tennis Borussia en BFC Vorwärts 1890 meer op de voorgrond. Hertha is met twee titels begin jaren dertig de laatste Berlijnse kampioen. Na de invoering van de Bundesliga verdwenen vele clubs uit de hogere reeksen. Hertha werd de enige vaste waarde in de Bundesliga. Daarbuiten konden enkel Tennis Borussia, SpVgg Blau-Weiß en SC Tasmania 1900 een handvol seizoenen in de Bundesliga spelen. In Oost-Berlijn waren BFC Dynamo en 1. FC Union Berlin de succesvolste clubs, van deze speelt enkel Union nog op een hoog niveau (Bundesliga).
De Eisbären Berlin en ALBA Berlin komen uit in de hoogste competitie in het ijshockey respectievelijk basketbal. Berlijn was in 1930 gastheer van het WK ijshockey. Verder is de hoofdstad met drie clubs vertegenwoordigd in de volleybal-Bundesliga en waterpoloteam Wasserfreunde Spandau 04 is sinds 1979 bijna opeenvolgend landskampioen geworden. De handballers van Füchse Berlin wisten in 2007 te promoveren naar de Bundesliga.

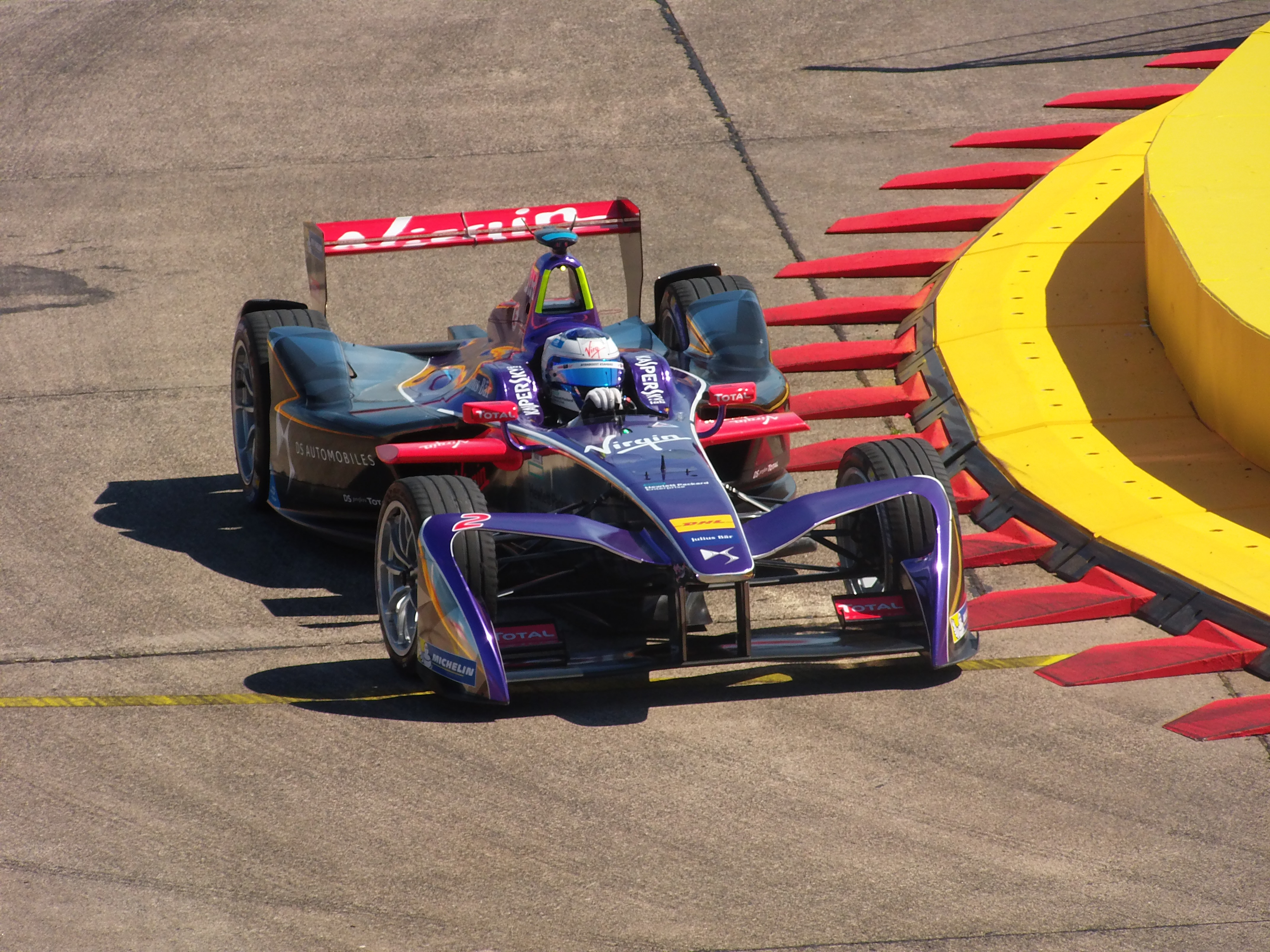
ePrix van Berlijn 2017

Het Olympiastadion heeft een capaciteit van bijna 75.000 plaatsen en was in 2006 de plaats waar de finale van het WK Voetbal en in 2024 van het EK Voetbal werd georganiseerd. Ook vindt er jaarlijks de finale van de DFB-Pokal plaats. Het Sportforum Hohenschönhausen is een overdekt 400 meter-ijsbaan in Berlijn. Met deze ijsbaan was Berlijn meermaals gastheer van grote kampioenschappen. Zo werd er geschaatst voor de wereldtitels allround in 1993 (alleen vrouwen), 2008 en 2016, de wereldtitels sprint in 1998 en wereld afstandstitels in 2003.
In Berlijn wordt de Marathon van Berlijn gehouden. Eveneens ieder vindt in de stad de ISTAF plaats. Deze belangrijke atletiekwedstrijd is onderdeel van de IAAF Diamond League. Tijdens de winterperiode kent Berlijn ook een belangrijk indoor atletiek evnement genaamd ISTAF INDOOR. Dit vindt plaats in de Mercedes-Benz Arena. In 2009 vonden bovendien de wereldkampioenschappen atletiek plaats in Berlijn. In 1931 werden de Olympische Zomerspelen van 1936 aan de stad toebedeeld.
Op 1 en 2 juli 1987 was de start van wielerkoers Ronde van Frankrijk in West-Berlijn. Dit is sindsdien het meest oostelijke punt waar de wielerwedstrijd ooit is geweest.
Berlijn was samen met Glasgow van 2 tot 12 augustus 2018 gaststad voor de inaugurale editie van de Europese Kampioenschappen, een multisportevenement dat de Europese kampioenschappen van meerdere sportfederaties groepeert.
Dwars door Berlijn loopt de Europese wandelroute E11, die loopt van Den Haag naar het oosten, op dit moment tot de grens Polen/Litouwen.

### Media

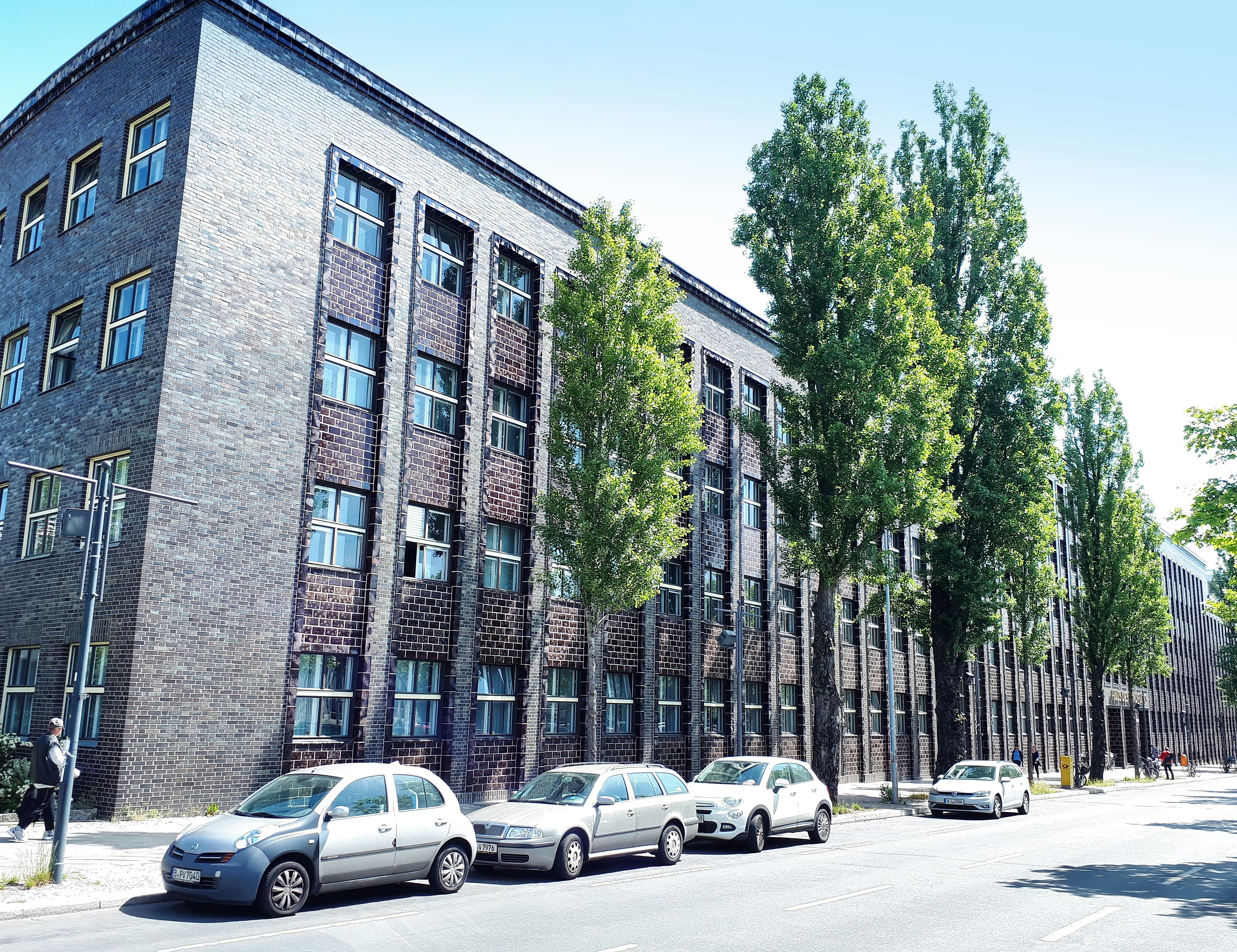
Rundfunk Berlin-Brandenburg

Berlijn is de vestigingslocatie van meerdere regionale en landelijke omroeporganisaties. Naast televisiezenders, als Welt en TV Berlin, bevindt er zich in Berlijn een groot aantal commerciële radiozenders. Ook de publieke omroep RBB heeft een vestiging in Berlijn; Deutsche Welle en Deutschlandradio hebben in de stad een nevenstudio. De politieke betekenis als hoofdstad betekent ook dat de meeste bovenregionale zenders als Das Erste, ZDF en RTL er hun Hoofdstadstudio hebben.
In Berlijn hebben het landelijk belangrijke Springer-Verlag en het regionale Berliner Verlag hun kantoor. In geen enkele andere Duitse stad verschijnen meer dagbladen. Bovenregionale dagbladen zijn de boulevardkrant Bild en de abonnementskranten het links-liberale taz, het conservatieve Die Welt, het Neues Deutschland van de politieke partij Die Linke en het socialistische Junge Welt. Met de rechts-conservatieve Junge Freiheit, de linksburgerlijke der Freitag en het linkse Jungle World verschijnen drie kleine bovenregionale weekbladen.

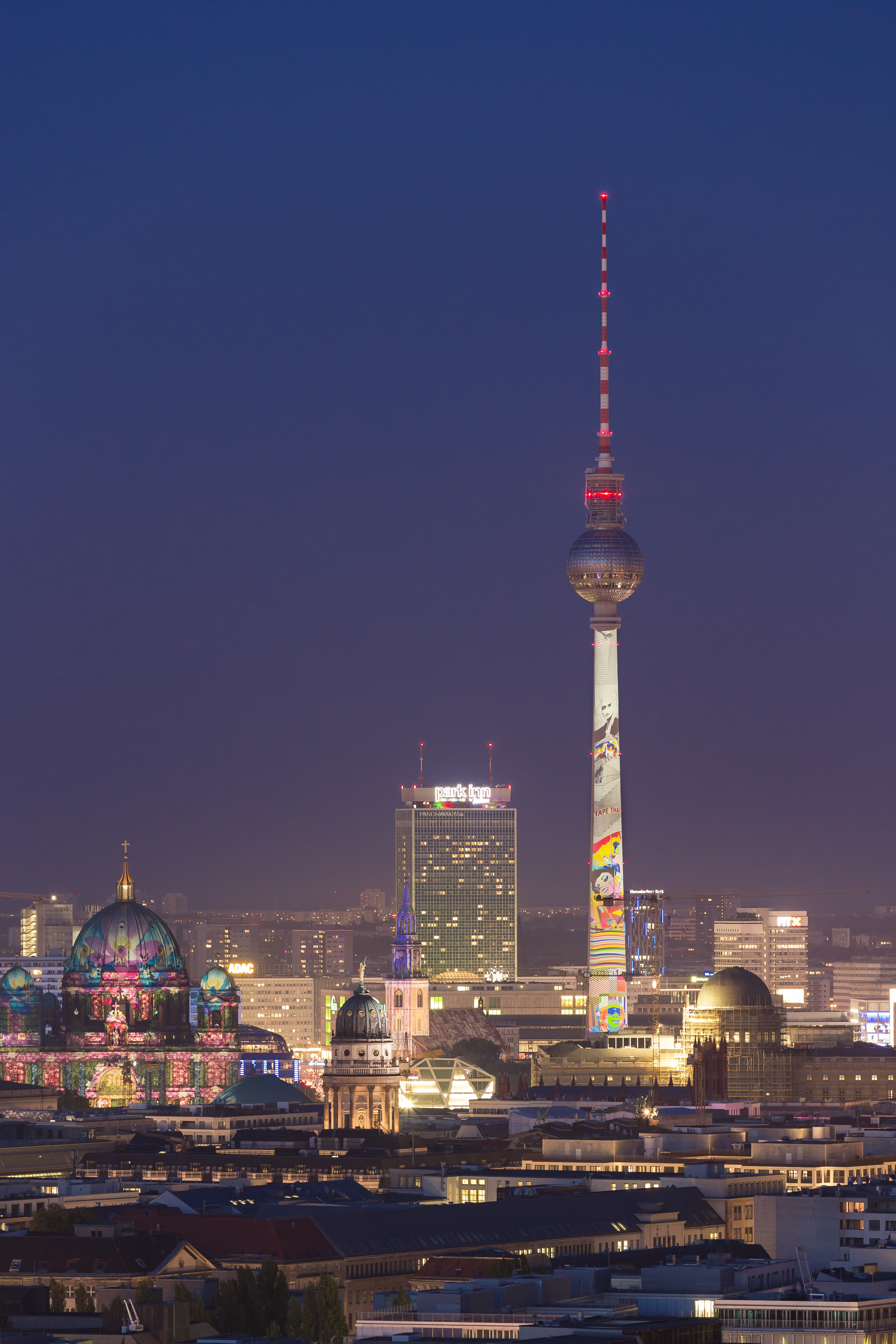
De Fernsehturm van Berlijn

Dagelijks verschijnende lokale abonnementsdagbladen zijn de Berliner Zeitung, de Berliner Morgenpost alsook Der Tagesspiegel. Buiten dat zijn er in Berlijn de lokale boulevardkranten B.Z. en Berliner Kurier. Verder verschijnen verschillende advertentiebladen als Berliner Woche, het Berliner Abendblatt, en stadsmagazines als Tip, het 030 Magazin en Ex-Berliner.
Radio & tv
- Rundfunk Berlin-Brandenburg
  - RBB Fernsehen
  - RadioBerlin 88,8
  - Fritz
  - RBB RadioEins
- Deutsche Welle
- Flux FM
- Jazz Radio Berlin
- JamFM
- Klassik Radio
- 104.6 RTL
- 94,3 rs2
- Berliner Rundfunk 91,4
- 105.5 Spreeradio
- BB Radio
- 87,9 Star FM
- 98 8 Kiss FM
- Energy 103,4
- Metropol FM (turks)
- Radio Golos Berlina
- Radio Teddy (voor kinderen)
- Berlinale

Films
Films in of over Berlijn:
- Der blaue Engel
- Olympia

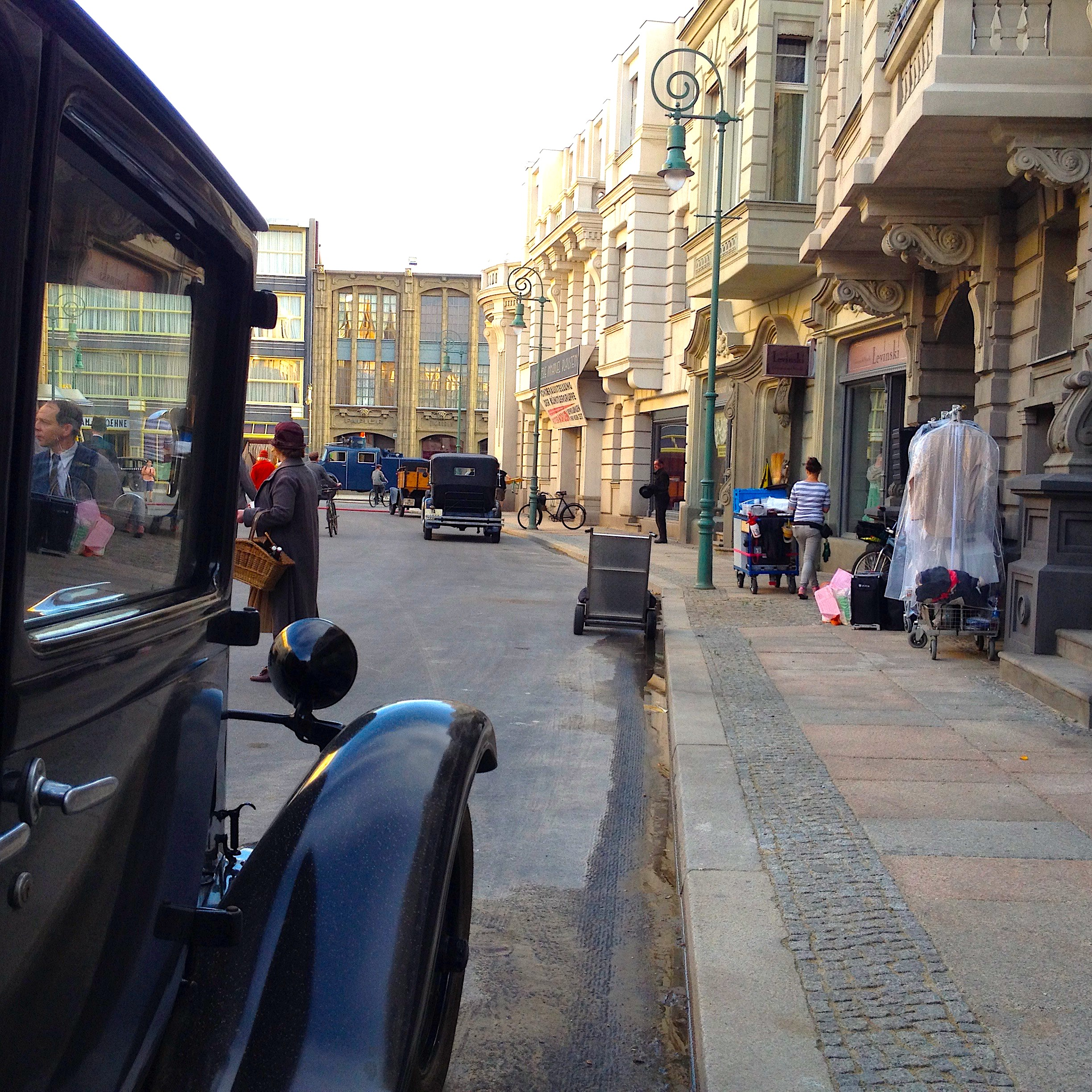
Babylon Berlin

- Christiane F. - Wir Kinder vom Bahnhof Zoo
- Der Himmel über Berlin
- Lola rennt
- Das Leben der Anderen
- Die fetten Jahre sind vorbei
- Good Bye, Lenin!
- Babylon Berlin
- Unorthodox

## Onderwijs en wetenschap

Humboldt Universiteit Berlijn

Berlijn bezit een hoge concentratie van wetenschaps- en onderzoeksinstellingen. In de stad studeren aan in totaal 31 universiteiten en hogescholen, waaronder vier kunstacademies, rond 160.000 studenten, waarvan zo'n 16% uit het buitenland afkomstig is. Aan de vier Berlijnse universiteiten staan samen ongeveer 115.000 studenten ingeschreven (stand wintersemester 2021/2022).

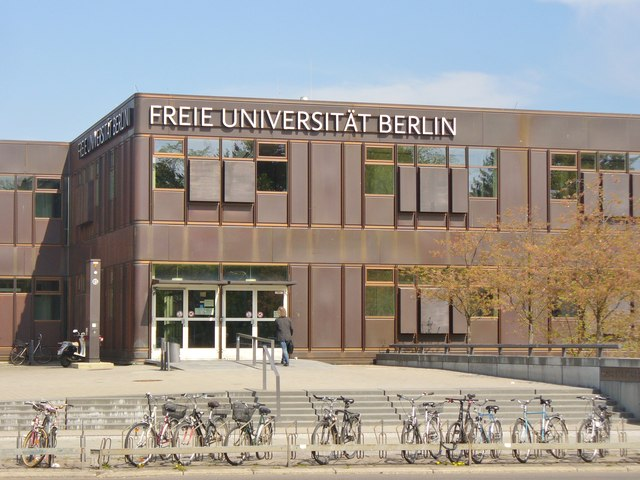
Vrije Universiteit Berlijn

In Berlijn bevindt zich de Humboldtuniversiteit te Berlijn, vernoemd naar de broers Wilhelm en Alexander von Humboldt met rond 40.000 studenten (zonder Charité), de Vrije Universiteit Berlijn met rond de 35.000 studenten (zonder Charité) en heeft een van de grootste opleidingen Nederlandse Taal en Cultuur buiten Nederland en Vlaanderen, de Technische Universiteit Berlijn met rond de 35.000 studenten alsook de Universiteit voor de Kunsten met ongeveer 4.500 studenten. Aan de Charité studeren rond de 9.000 studenten.

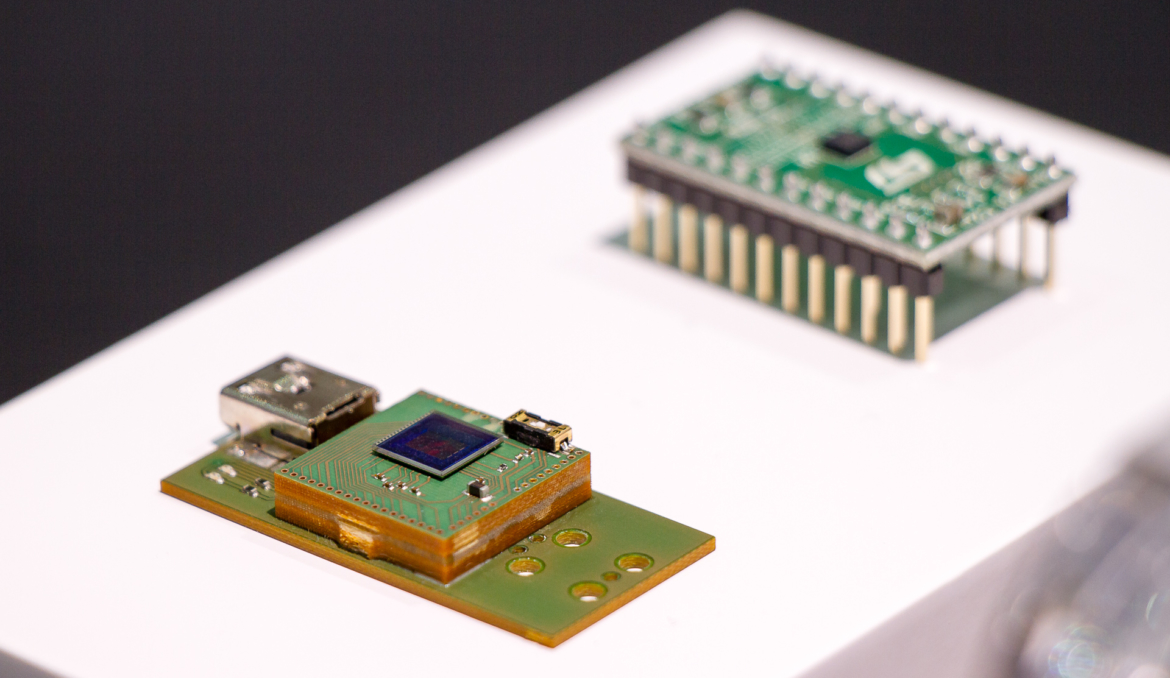
Microcamera van Fraunhofer-Institut für Offene Kommunikationssysteme

De medische faculteit van de Vrije Universiteit en de Humboldtuniversiteit werden in 2003 samengevoegd tot Charité. Sindsdien is deze met vier standplaatsen Europa's grootste medische faculteit.
Jaarlijks wordt rond € 1,8 miljard publieke stimuleringsmiddelen in wetenschap en onderzoek geïnvesteerd, meer dan 13 procent van de patentaanvragen van de wetenschap in Duitsland komen uit Berlijn. Meer dan 60.000 mensen studeren, onderzoeken en werken aan een van de 70 publiek gefinancierde onderzoeksinstellingen (2019). Ook de grote nationale onderzoeksorganisaties Fraunhofer-Gesellschaft, Helmholtz-Gemeinschaft, Leibniz-Gemeinschaften Max-Planck-Gesellschaft zijn met meerdere instituten aanwezig. Daarnaast hebben verschillende bondsministeries in totaal acht onderzoeksinstellingen. De meeste wetenschappelijke instellingen concentreren zich in de standplaatsen Buch, Charlottenburg, Dahlem, Mitte en Wissenschafts- und Wirtschaftsstandort Adlershof (WISTA) in Adlershof.

### Nobelprijs

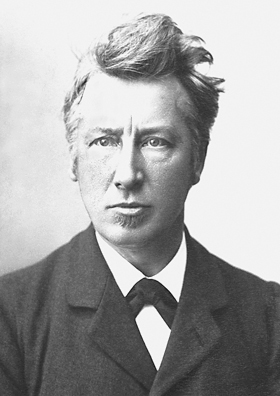
Jacobus van 't Hoff

| - 1901 Jacobus van 't Hoff - 1901 Emil Adolf von Behring - 1902 Emil Fischer - 1902 Theodor Mommsen - 1905 Adolf von Baeyer - 1905 Robert Koch - 1907 Albert Abraham Michelson - 1907 Eduard Buchner - 1908 Paul Ehrlich - 1909 Karl Ferdinand Braun - 1910 Otto Wallach - 1910 Albrecht Kossel - 1910 Paul Heyse - 1911 Wilhelm Wien - 1914 Max von Laue - 1915 Richard Willstätter - 1918 Fritz Haber - 1918 Max Planck | - 1920 Walther Nernst - 1921 Albert Einstein - 1925 Gustav Ludwig Hertz - 1925 James Franck - 1925 Richard Adolf Zsigmondy - 1928 Adolf Otto Reinhold Windaus - 1929 Hans von Euler-Chelpin - 1931 Otto Heinrich Warburg - 1932 Werner Heisenberg - 1933 Erwin Schrödinger - 1935 Hans Spemann - 1936 Peter Debye - 1939 Adolf Butenandt - 1944 Otto Hahn | - 1950 Kurt Alder - 1950 Otto Diels - 1953 Fritz Albert Lipmann - 1953 Hans Adolf Krebs - 1954 Max Born - 1956 Walther Bothe - 1986 Ernst Ruska - 1991 Bert Sakmann - 1994 Reinhard Selten - 2007 Gerhard Ertl - 2009 Herta Müller - 2020 Emmanuelle Charpentier |